# Querrien
Querrien, ([kɛʁjɛ̃], en breton : Kerien) est une commune du département du Finistère, dans la région Bretagne, en France.

## Géographie

### Localisation
La commune de Querrien est une commune rurale du sud-est du Finistère assez vaste appartenant à l'arrière-pays de Quimperlé.  Le bourg est situé à vol d'oiseau à 11 km au nord de Quimperlé, à 27 km au nord-ouest de Lorient et à 42 km à l'est de Quimper.  Le bourg occupe une position centrale d'où  plusieurs routes partent, formant un réseau en étoile. 
| - Localisation de Querrien sur une carte des communes du Finistère. - Carte de la commune du Querrien et de ses limites. |

| Guiscriff (Morbihan) | Naïc, Lanvénégen (Morbihan) | Naïc, Lanvénégen (Morbihan) |
| Saint-Thurien        | Querrien                    | Ellé, Meslan (Morbihan)     |
| Isole, Mellac        | Tréméven                    | Locunolé                    |

### Relief et paysage
La commune de Querrien est vallonnée. Les principales hauteurs se rencontrent au nord de la commune. Son territoire s'étage entre 13 m (confluence de la rivière Isole et du ruisseau du Donic à l'extrémité sud de la commune)  et 172 m d'altitude (hameau de Île sur Combout au nord-est de la commune). La commune est située sur la grande faille sud armoricaine allant de Nantes à la Pointe du Raz. La commune totalise 622 ha de bois pour une superficie totale de 5 401 ha et compte de nombreux secteurs boisés comme l'atteste le nom de nombreux lieux-dits : Coat Moguel, Coaternen, Coat Ravallec, Botcoat, Nargoat, Talhoat, Coat Villers, Coatourmant Vraz et Coatourmant Vihan.
| - Carte topographique de la commune de Querrien. |

### Hydrographie
Pour un article plus général, voir Réseau hydrographique du Finistère.
La commune est située dans le bassin Loire-Bretagne. Elle est drainée par la Laïta, l'Ellé, le Naïc et divers autres petits cours d'eau,.
Le territoire communal est délimité au nord par le ruisseau du Naïc dont le cours matérialise en partie la frontière avec la commune de Lanvénégen, au nord-est par la rivière Ellé qui matérialise la frontière avec Meslan, au sud-ouest par le ruisseau du Donic qui matérialise en partie la frontière avec Tréméven et au sud-ouest par la rivière Isole qui matérialise la frontière avec Mellac. 

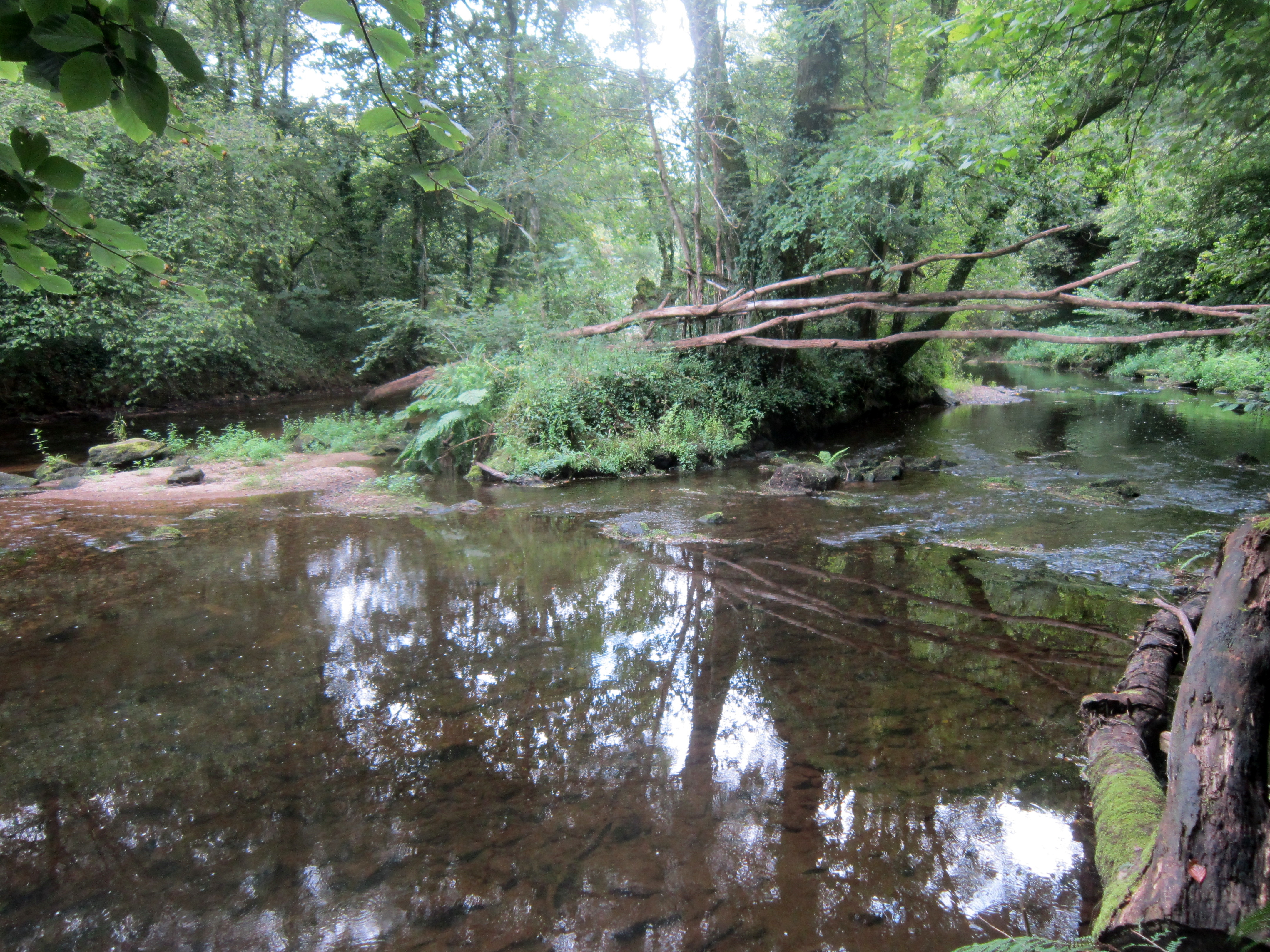
L'Isole près de Pontec Amour (entre Mellac et Querrien) : une rivière sauvage.
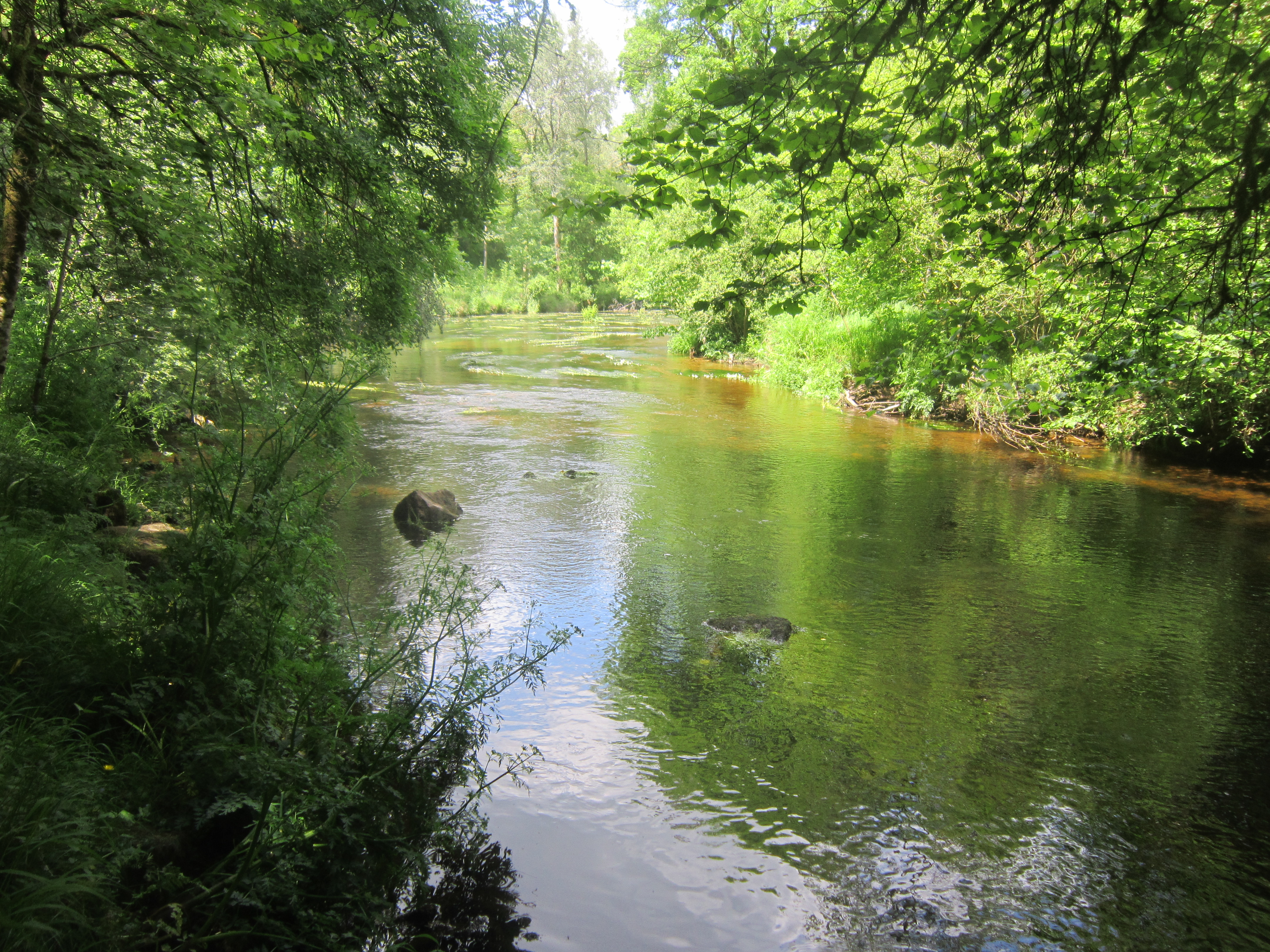
L'Isole riveraine de Mellac entre le Moulin Blanc et Pontec Amour.
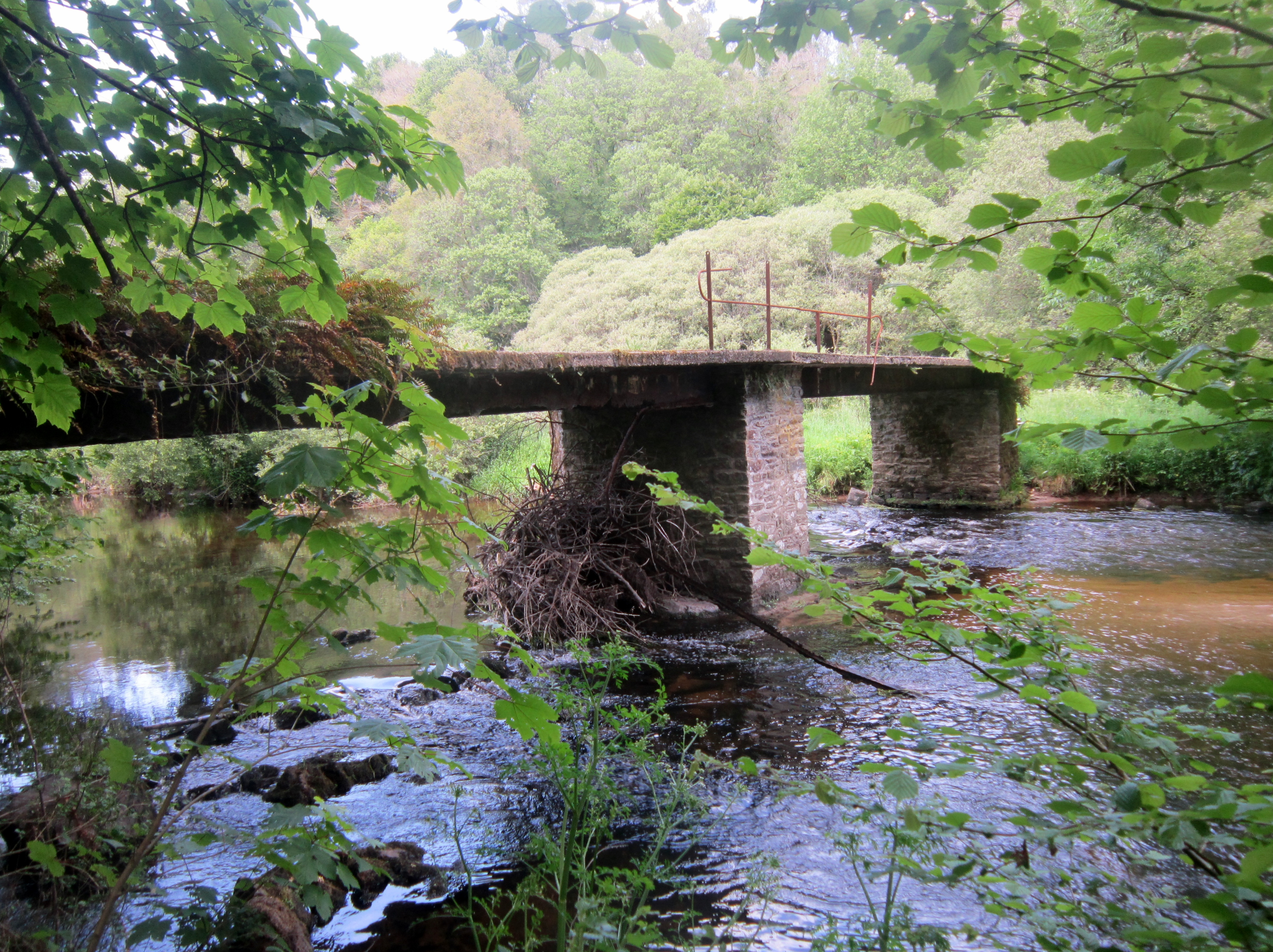
Pontec Amour ; ancien pont désaffecté sur l'Isole en aval du Pont Scluz entre Mellac et Querrien.
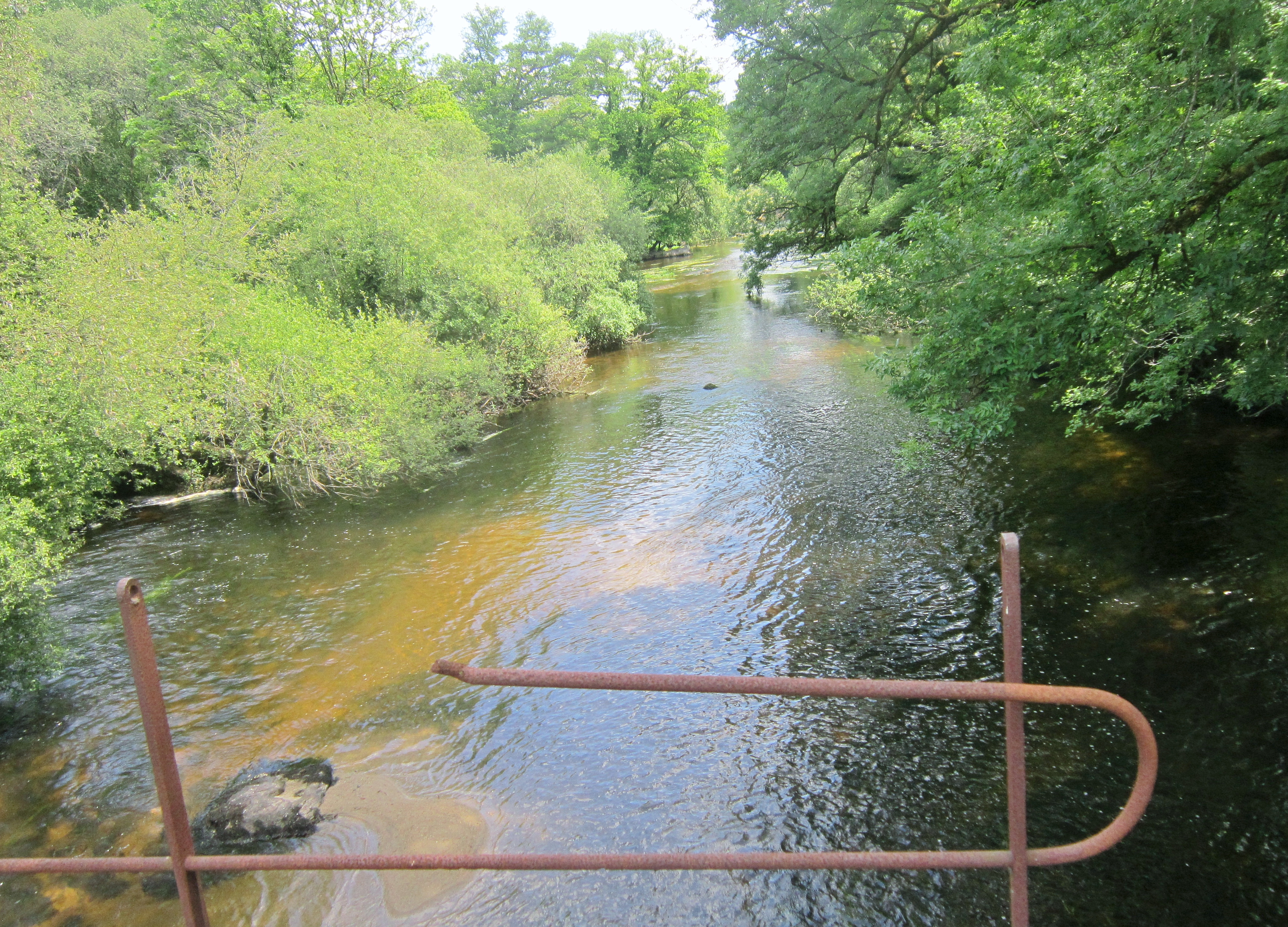
L'Isole (entre Mellac et Querrien) : vue vers l'aval depuis Pontec Amour.

L'Ellé, d'une longueur de 76 km, prend sa source dans la commune de Glomel et se jette  dans la Laïta, estuaire formé par l'Ellé et l'Isole en limite de Guidel et de Clohars-Carnoët, après avoir traversé 16 communes. 
Le Naïc, d'une longueur de 13 km, prend sa source dans la commune de Guiscriff et se jette  dans l'Ellé à Lanvénégen. 

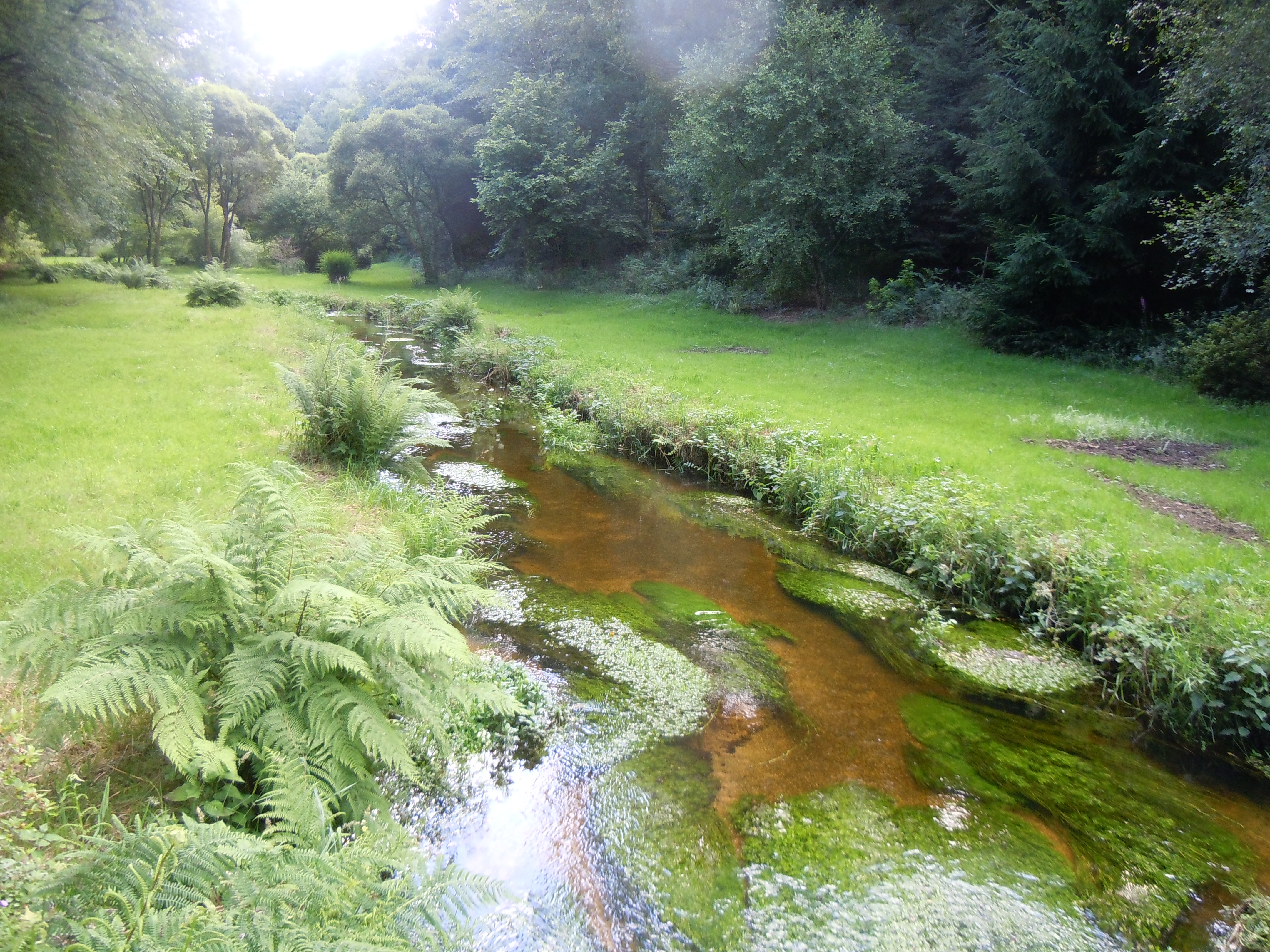
Prairie humide bordant le Naïc près du moulin de Lescréant.
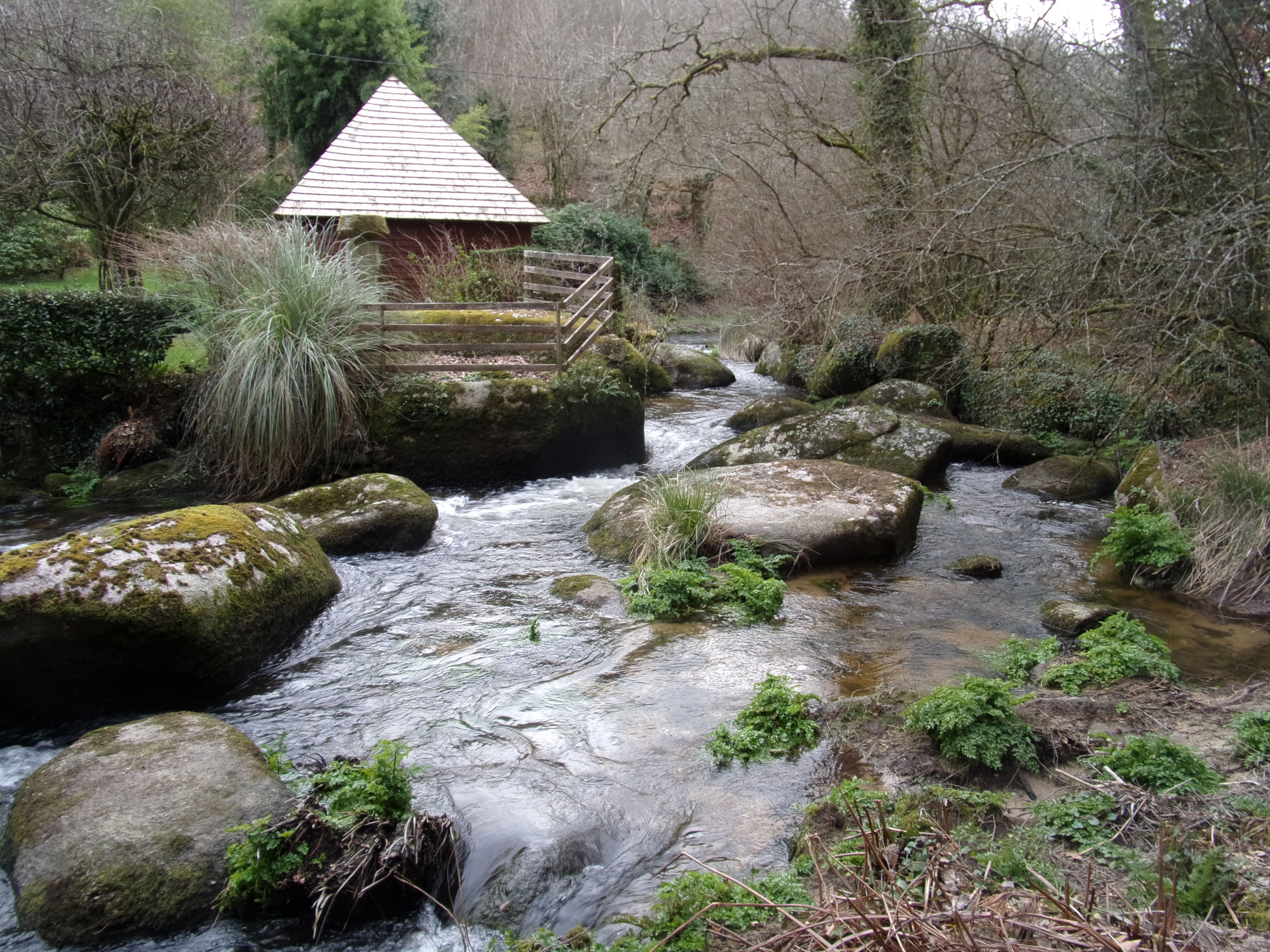
Chaos rocheux de Kerivarc'h.
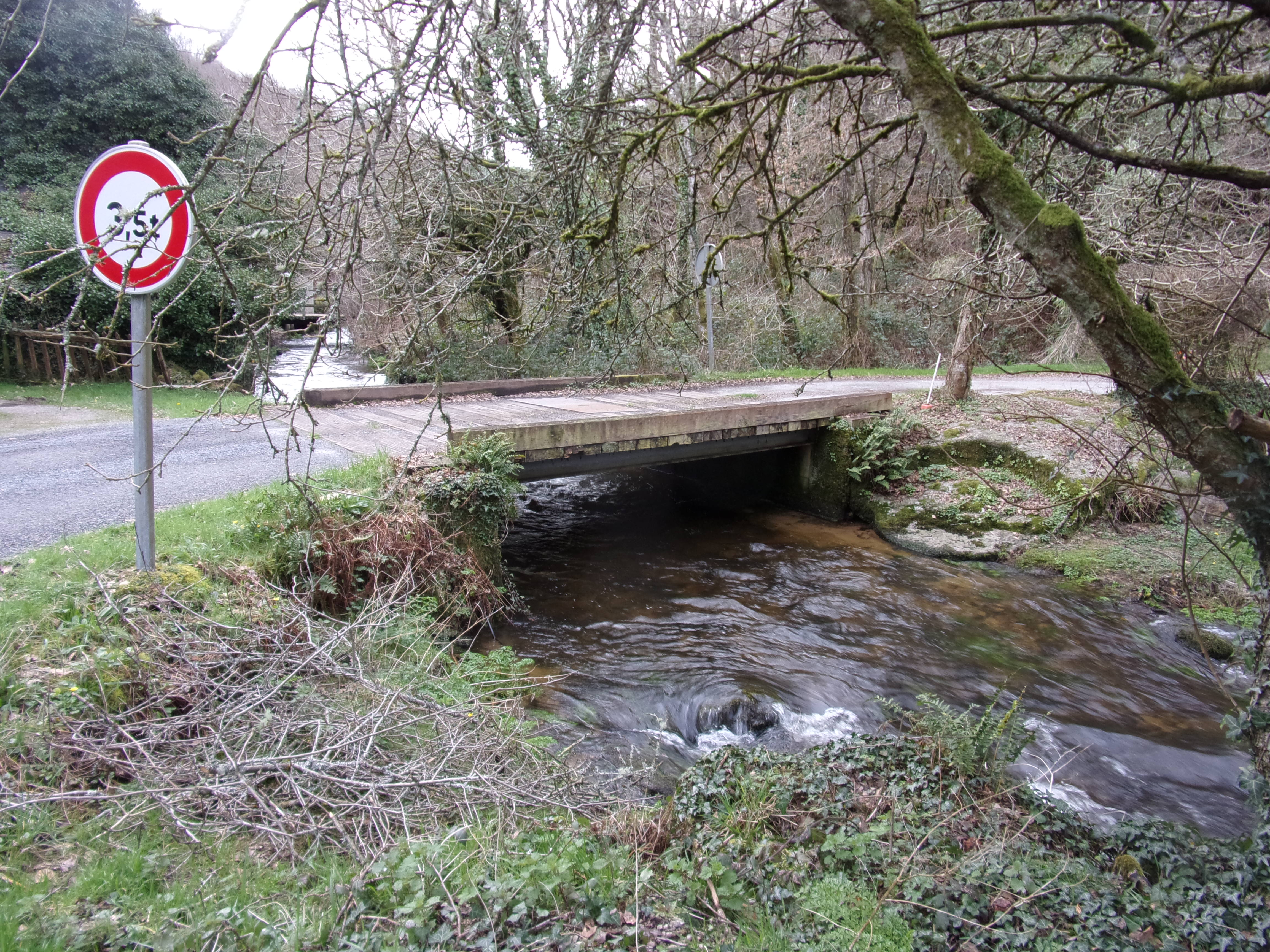
Pont en bois de Kerivarc'h.
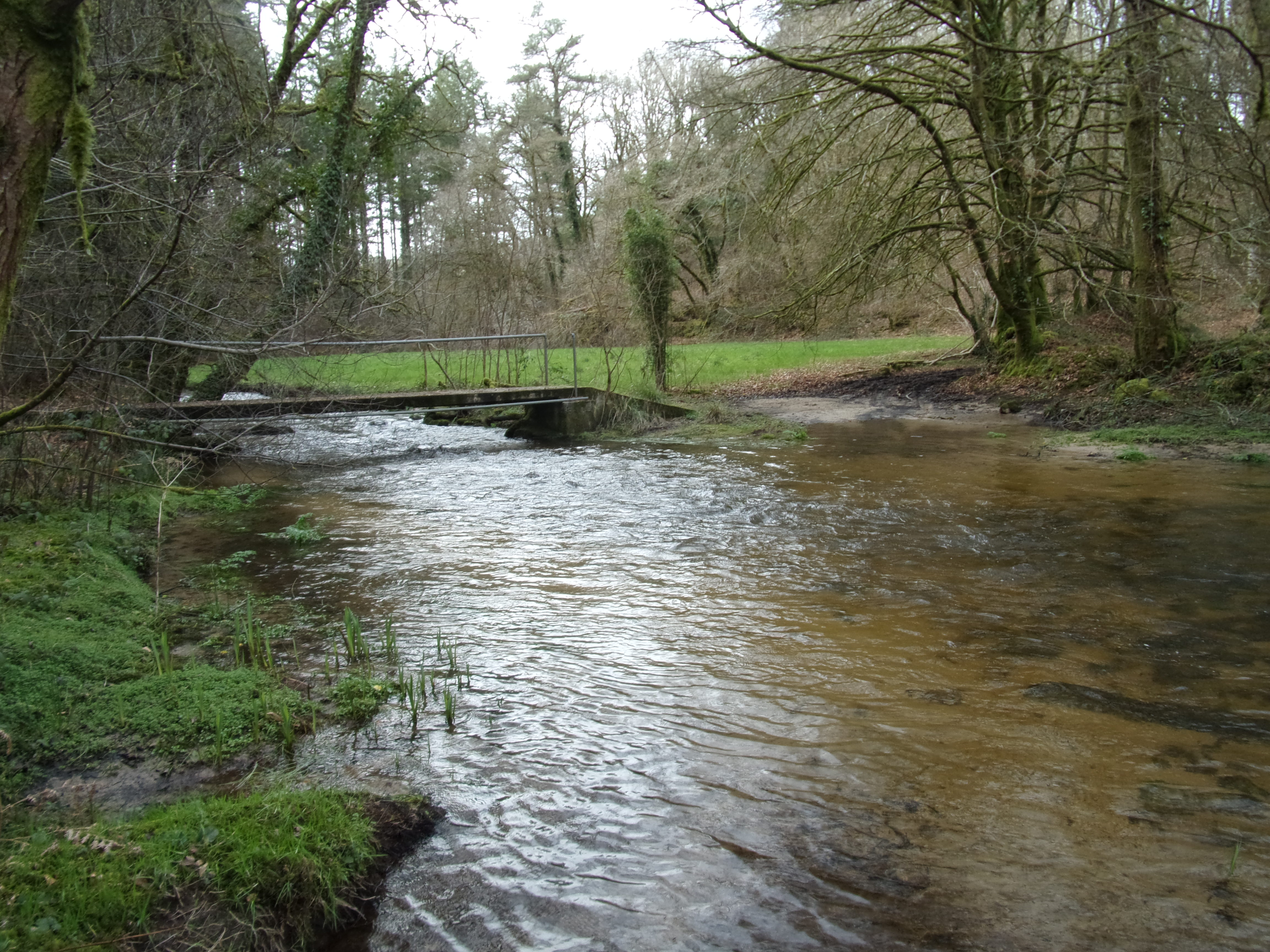
Passerelle sur le Naïc en aval du moulin de Kerivarch.

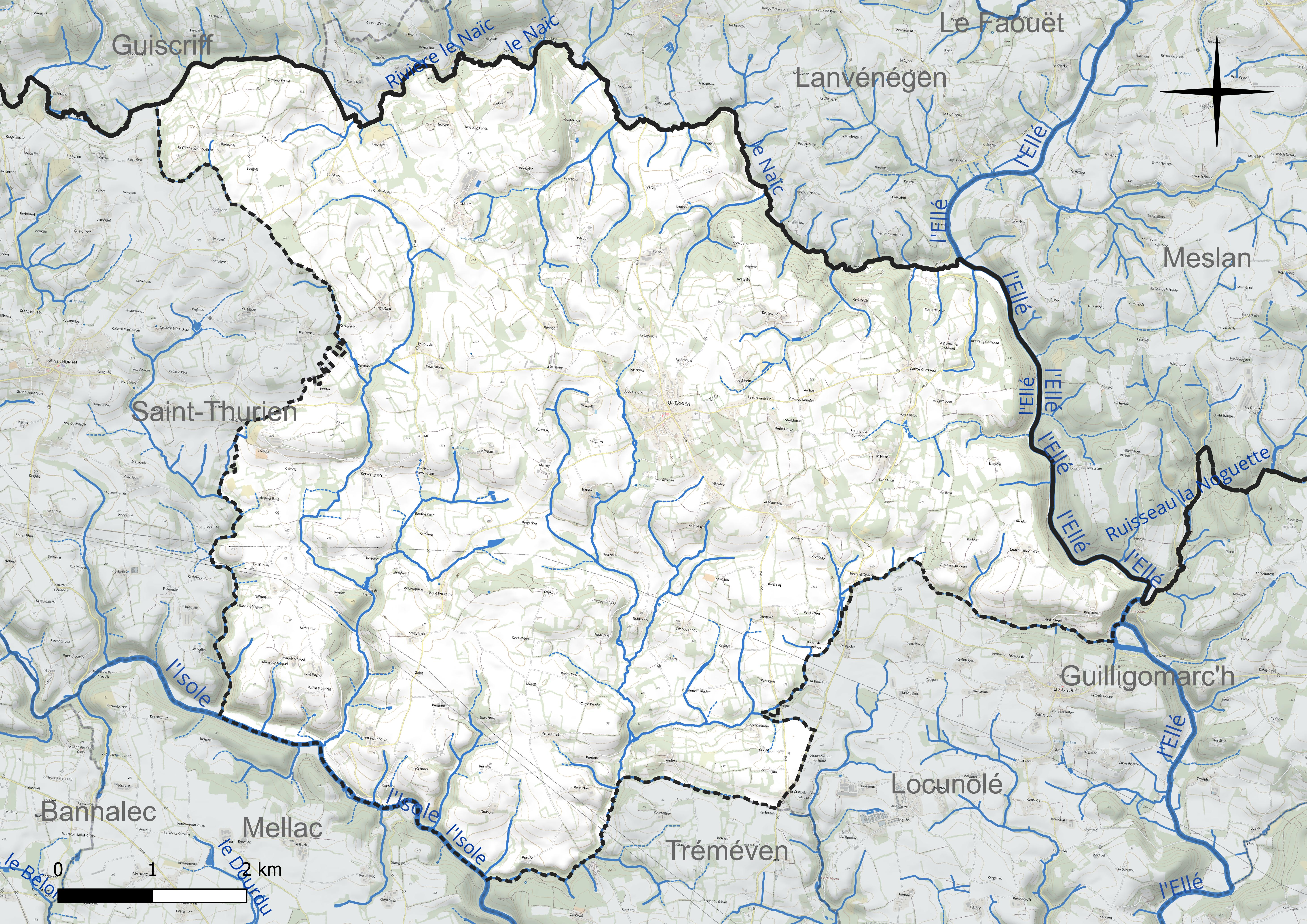
Réseau hydrographique de Querrien.

### Climat
Pour des articles plus généraux, voir Climat de la Bretagne et Climat du Finistère.
En 2010, le climat de la commune est de type climat océanique franc, selon une étude du CNRS s'appuyant sur une série de données couvrant la période 1971-2000. En 2020, Météo-France publie une typologie des climats de la France métropolitaine dans laquelle la commune est exposée à un climat océanique et est dans la région climatique  Bretagne orientale et méridionale, Pays nantais, Vendée, caractérisée par une faible pluviométrie en été et une bonne insolation. Parallèlement l'observatoire de l'environnement en Bretagne publie en 2020 un zonage climatique de la région Bretagne, s'appuyant sur des données de Météo-France de 2009. La commune est, selon ce zonage, dans la zone « Intérieur  », exposée à un climat médian, à dominante océanique.  
Pour la période 1971-2000, la température annuelle moyenne est de 11,2 °C, avec  une amplitude thermique annuelle de 11,7 °C. Le cumul annuel moyen de précipitations est de 1 270 mm, avec 15,8 jours de précipitations en janvier et 8,8 jours en juillet. Pour la période 1991-2020, la température moyenne annuelle observée sur la station météorologique la plus proche, située sur la commune de Lanvénégen à 4 km à vol d'oiseau, est de 12,1 °C et le cumul annuel moyen de précipitations est de 1 215,0 mm,. Pour l'avenir, les paramètres climatiques de la commune estimés pour 2050 selon différents scénarios d'émission de gaz à effet de serre sont consultables sur un site dédié publié par Météo-France en novembre 2022.

## Urbanisme

### Typologie
Au 1er janvier 2024, Querrien est catégorisée commune rurale à habitat dispersé, selon la nouvelle grille communale de densité à 7 niveaux définie par l'Insee en 2022.
Elle est située hors unité urbaine. Par ailleurs la commune fait partie de l'aire d'attraction de Quimperlé, dont elle est une commune de la couronne,. Cette aire, qui regroupe 11 communes, est catégorisée dans les aires de moins de 50 000 habitants,.

### Occupation des sols

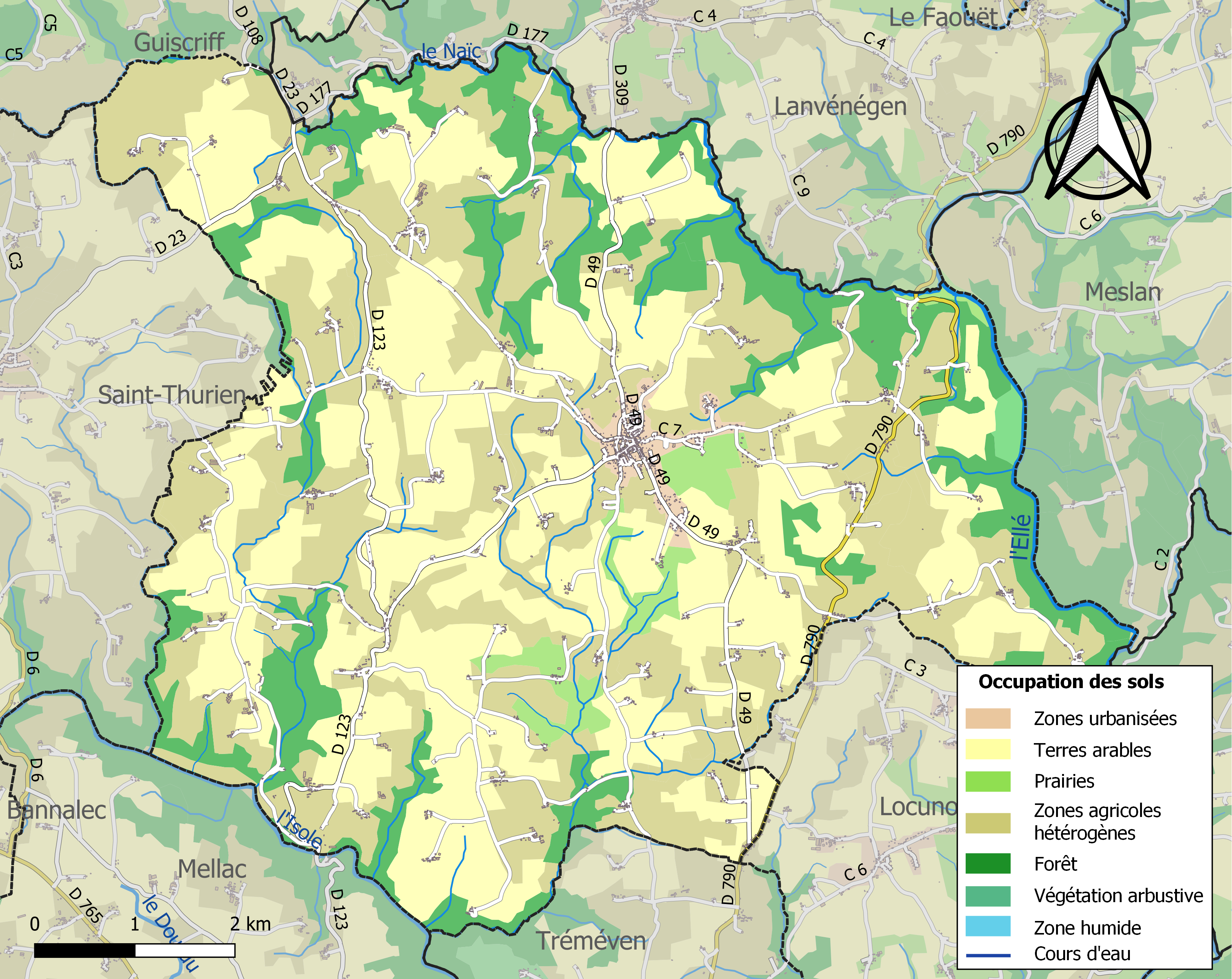
Carte des infrastructures et de l'occupation des sols de la commune en 2018 (CLC).

L'occupation des sols simplifiée de la commune en 2018, telle qu'elle ressort de la base de données européenne d'occupation biophysique des sols Corine Land Cover (CLC), est la suivante : zones agricoles hétérogènes (40,4 %), terres arables (38,7 %), forêts (16,4 %), prairies (2,7 %), zones urbanisées (1,4 %), végétation arbustive ou herbacée (0,4 %).
Le tableau ci-dessous présente l'occupation des sols détaillée de la commune en 2018, telle qu'elle ressort de cette même base.
| Type d'occupation                                                                   | Pourcentage | Superficie (en hectares) |
| ----------------------------------------------------------------------------------- | ----------- | ------------------------ |
| Tissu urbain discontinu                                                             | 1,4 %       | 77                       |
| Terres arables hors périmètres d'irrigation                                         | 38,7 %      | 2100                     |
| Prairies et autres surfaces toujours en herbe                                       | 2,7 %       | 145                      |
| Systèmes culturaux et parcellaires complexes                                        | 35,0 %      | 1896                     |
| Surfaces essentiellement agricoles interrompues par des espaces naturels importants | 5,4 %       | 294                      |
| Forêts de feuillus                                                                  | 14,8 %      | 803                      |
| Forêts de conifères                                                                 | 1,2 %       | 64                       |
| Forêts mélangées                                                                    | 0,4 %       | 23                       |
| Forêt et végétation arbustive en mutation                                           | 0,4 %       | 20                       |
| Source : Corine Land Cover                                                          |             |                          |

### Un habitat dispersé

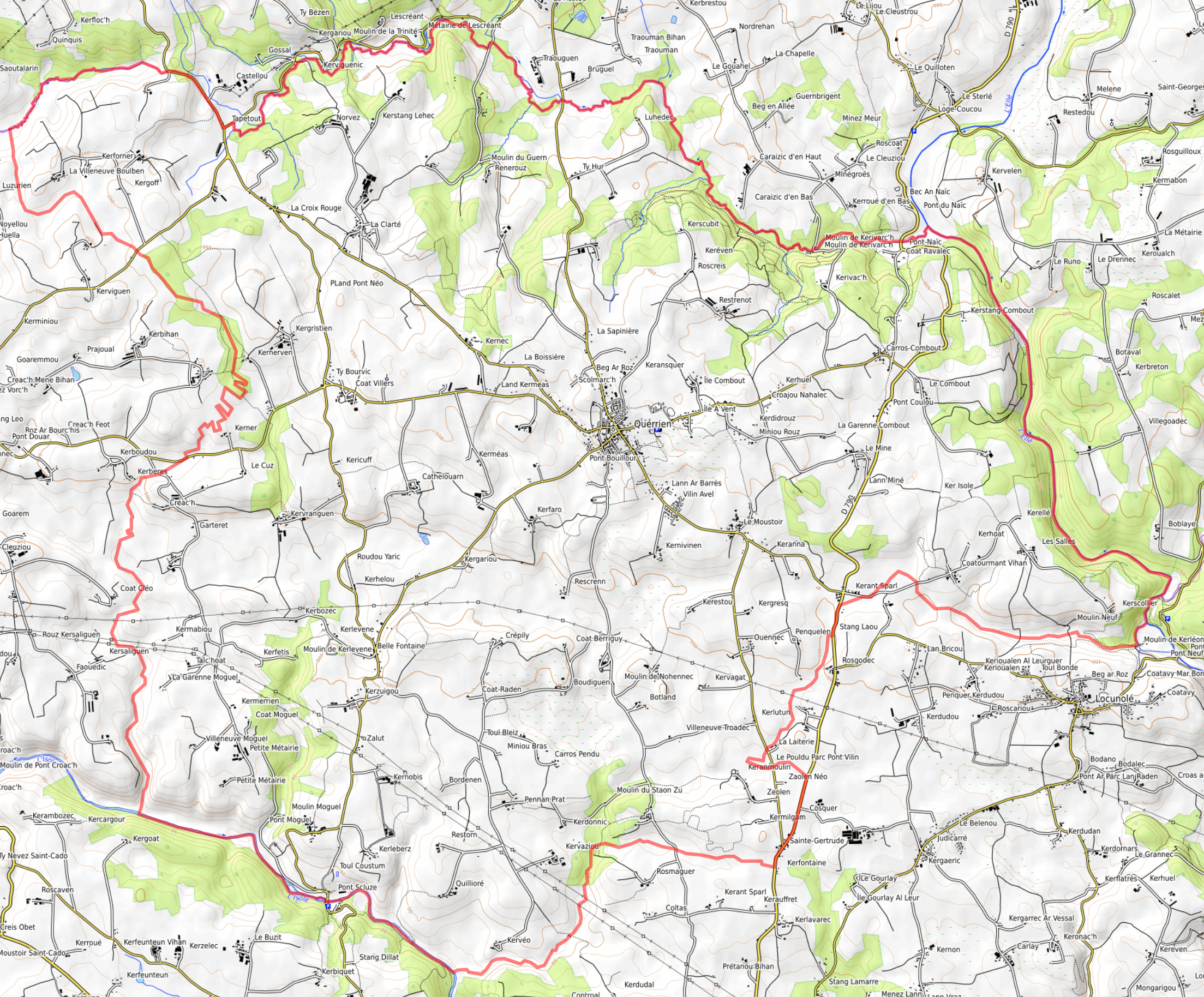
Carte des villages de la commune de Querrien.

La commune de Querrien possède comme la plupart des communes rurales de l'ouest de la France un habitat très dispersé avec 146 écarts et lieux-dits en 1995. Ce nombre a augmenté avec le temps puisqu'on en recensait 107 en 1856 et 142 en 1931. Le bourg et les lotissements qui en dépendent constituent l'agglomération principale avec une population de 430 habitants. Le village de Lezennet, plus connu sous le nom de La Clarté, situé à 3 km à l'ouest du bourg, où se déroulait autrefois un important pardon, a longtemps constitué une importante agglomération secondaire. Certains villages, comme la Villeneuve Boulben, situé aux confins de la commune, ont perdu un grand nombre de leurs habitants. Le tableau ci-dessous présente l'évolution du nombre d'habitants et du nombre de maisons des principaux villages de la commune entre 1856 et 1995 d'après les données extraites de l'ouvrage de Marcel Cado intitulé Monographie sur la commune de Querrien, publié en 1998.
| Village            | Population (1856) | Maisons | Population (1931) | Maisons | Population (1995) | Maisons |
| ------------------ | ----------------- | ------- | ----------------- | ------- | ----------------- | ------- |
| Bourg              | 275               | 56      | 579               | 163     | 430               |         |
| Carros Combout     | 58                | 14      | 55                | 14      | 31                | 16      |
| Kerant Pont Scluz  | 38                | 7       | 33                | 6       | 20                | 6       |
| Kergristien        | 31                | 6       | 44                | 9       | 9                 | 6       |
| Kernec             | 48                | 7       | 36                | 6       | 22                | 6       |
| Kervranguen        | 37                | 6       | 58                | 10      | 14                | 7       |
| Kerzuigou          | 41                | 7       | 34                | 9       | 19                | 7       |
| La Clarté          | 102               | 20      | 125               | 20      | 54                | 23      |
| Miné               | 73                | 17      | 53                | 11      | 19                | 10      |
| Moguel Bras        | 43                | 9       | 28                | 7       | 13                | 5       |
| Moustoir           | 52                | 8       | 77                | 17      | 46                | 17      |
| Quellebers         | 54                | 11      | 42                | 8       | 10                | 6       |
| Restrenot          | 61                | 11      | 64                | 12      | 28                | 8       |
| Villeneuve Boulben | 47                | 10      | 48                | 10      | 6                 | 5       |

### Composition de l'habitat
En 2016 on recensait 1 040 logements à Querrien. 804 logements étaient des résidences principales (77,3 %), 109 des résidences secondaires (10,4 %) et 128 des logements vacants (12,3 %). Sur ces 1 040 logements 998 étaient des maisons (95,9 %) contre 32 seulement des appartements (3,1 %). Le tableau ci-dessous présente la répartition en catégories et types de logements à Querrien en 2016 en comparaison avec celles du Morbihan et de la France entière.
|                                                         | Querrien | Finistère | France entière |
| ------------------------------------------------------- | -------- | --------- | -------------- |
| Résidences principales (en %)                           | 77,3     | 78,7      | 82,3           |
| Résidences secondaires et logements occasionnels (en %) | 10,4     | 13,4      | 9,6            |
| Logements vacants (en %)                                | 12,3     | 7,9       | 8,1            |

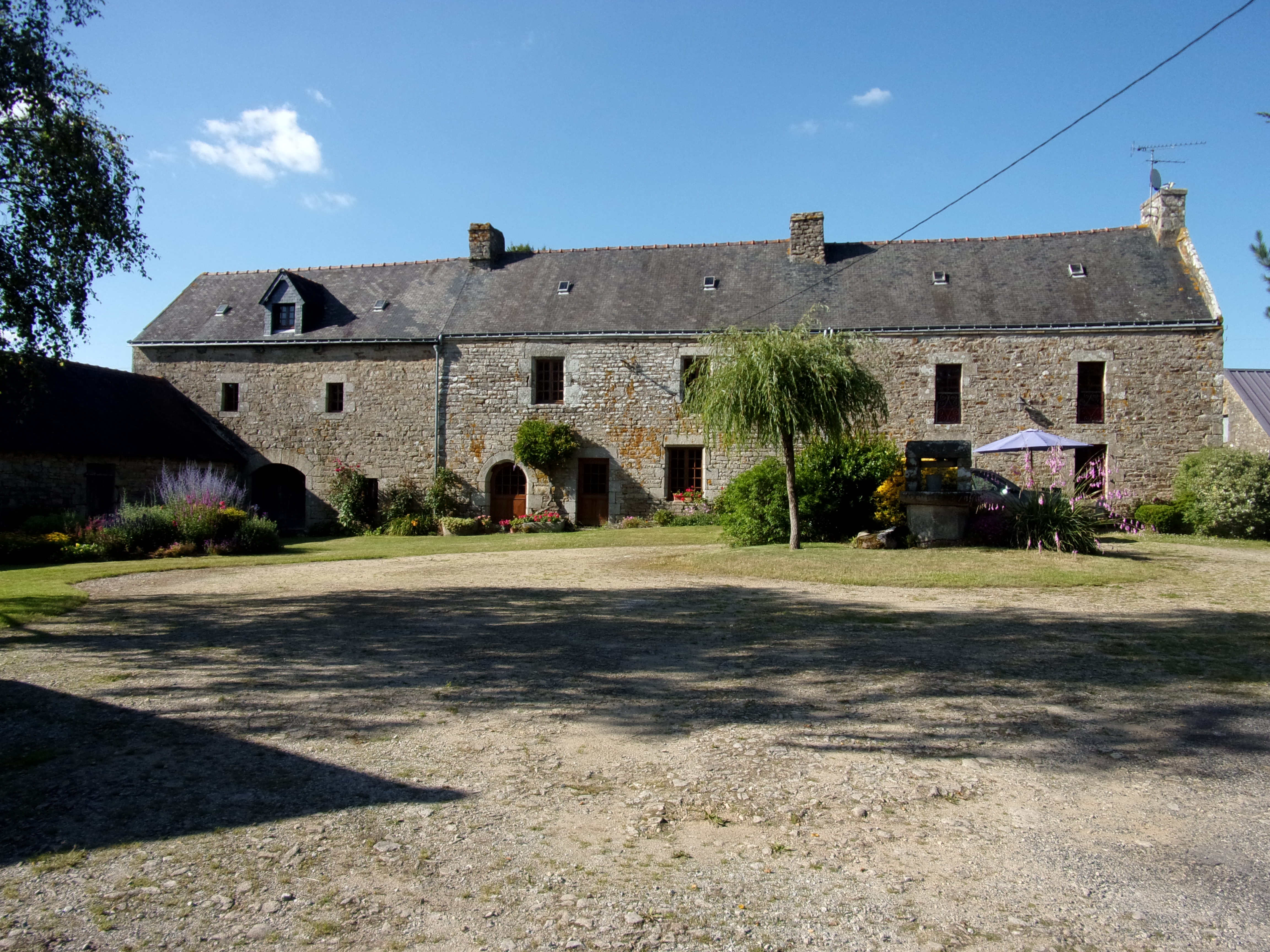
Manoir de Kervagat (XVIIe siècle).
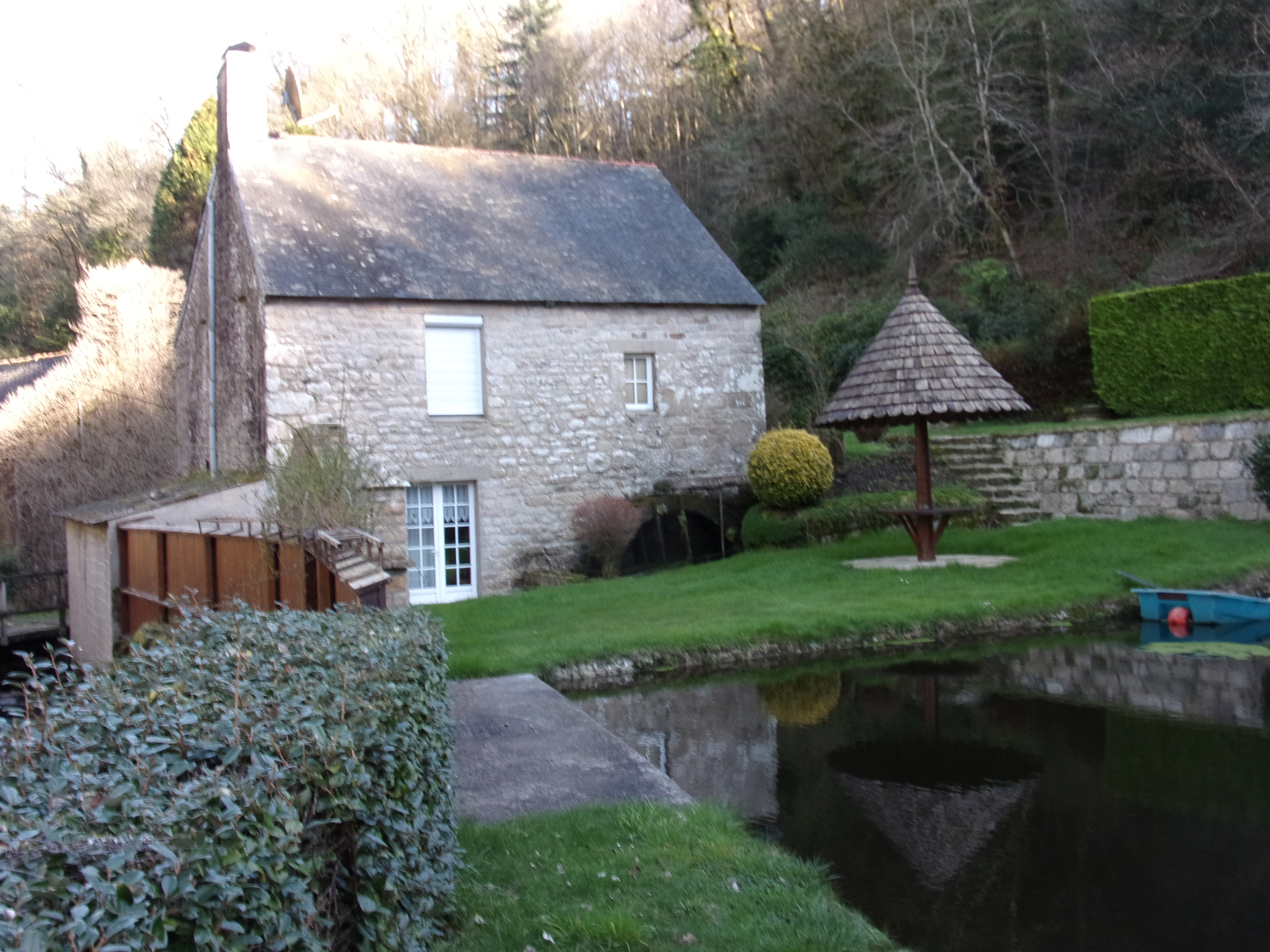
Le moulin à eau de Kerivarch a conservé sa roue.

## Toponymie

### Étymologie et origines

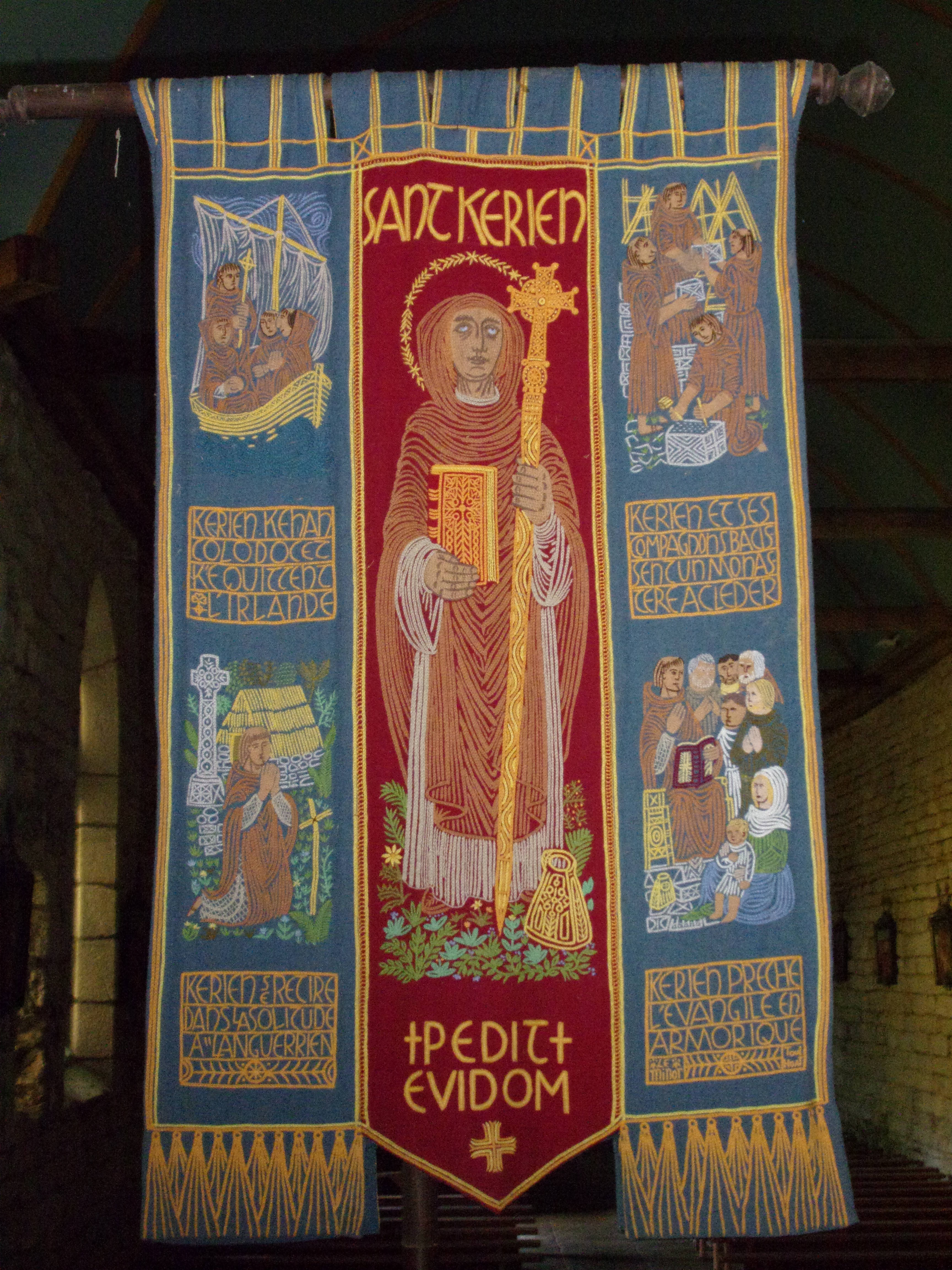
Bannière de procession à l'effigie de Sant Kerien (Chapelle Notre-Dame-de-la-Clarté).

Querrien semble être un ancien démembrement de la vaste paroisse (une ploue de la Bretagne du haut Moyen-Âge) de Niulac ou Yuliac (de Yulacum ou domaine de Jules), d'une superficie de 12 000 ha (son suffixe -ac montre l'origine gallo-romaine de la plebs Niulac) qui englobait les territoires actuels des communes de Querrien, Saint-Thurien, Locunolé et Tréméven.
Le toponyme Querrien est un éponyme de Kerien (saint Kerien est un ermite qui vécut en Armorique au Ve siècle et qui fut un compagnon de route de saint Ké-Collédoc). Il aurait élu domicile plusieurs années à Cléder et serait décédé en 490. Les plus anciennes graphies du nom de la commune connues sont Karian vers 1330 et Keryan en 1368. Querrien était à l'origine sous le patronage de Saint Kerien mais un recteur de la paroisse, Étienne Pégasse, lui substitua en 1687 saint Chéron, martyr de Chartres, mais inconnu en Bretagne. Saint Chéron est toujours officiellement le saint patron de la paroisse mais dans les faits c'est saint Kerien qui a la prééminence dans l'église. Le nom breton est Kerien, prononcé /ˈkɛʁjən/.

### Microtoponymes
La plupart des noms des villages de la commune sont d'origine bretonne.

## Histoire

### Période celte

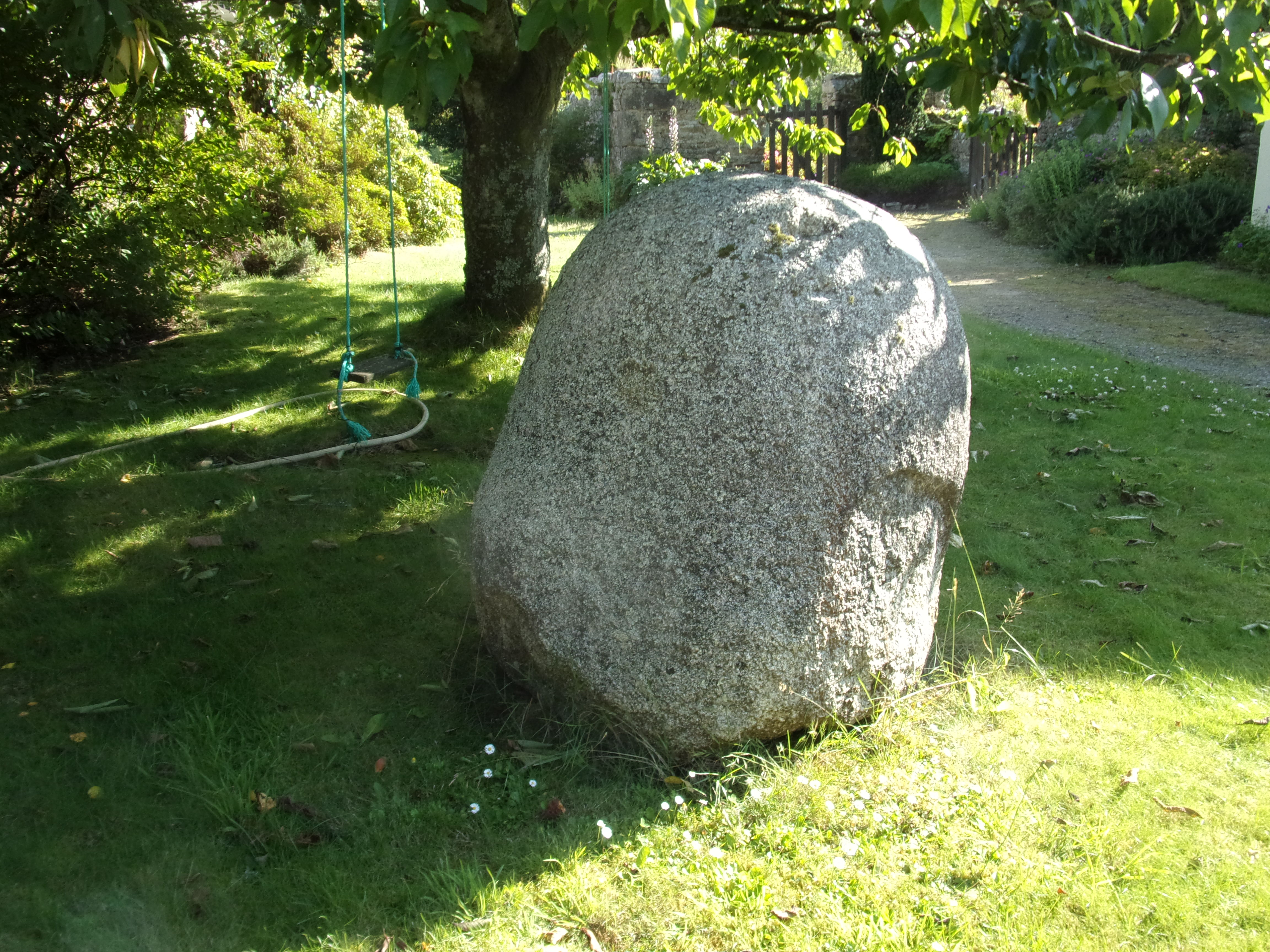
Stèle gauloise de Kervagat

Une stèle gauloise en granite haute de 1 mètre 10 trouvé dans les environs du manoir de Kervagat date de cette période.

### Période gallo-romaine
Différents vestiges antiques témoignent d'un habitat épars. Des tegulae (tuiles à rebords) ont notamment été trouvées au Bourg, à la Villeneuve Troadec et à Guelvez ainsi que de la céramique romaine également au Bourg et à Kerforner. La présence de cet habitat au bourg et à Guelvez peut s'expliquer par le passage de la voie romaine reliant  Vorgium (Carhaix-Plouguer) à Quimperlé dans ces lieux.

### Moyen Âge
Querrien semble être un ancien démembrement de la paroisse gallo-romaine de Niulac ou Yuliac (de Yulacum ou domaine de Jules) qui englobait les territoires actuels des communes de Querrien, Saint-Thurien, Locunolé et Tréméven. La paroisse, en raison de son étendue (plus de 11 800 hectares), était organisée en 6 frairies : Le Bourg, Lehec, Combout, Coatguennou, Pauquis et Coatrouman.

### Seigneuries et manoirs
La plus grande partie des terres de Querrien étaient du fief de Quimerch, une puissante seigneurie érigée en baronnie par le duc Jean V, dont le siège était situé dans la paroisse voisine de Bannalec. Une partie du bourg ainsi que quelques villages (L'Île à Vent, Le Moustoir, Catelouarn, Kernec, Kergariou, Le Combout) étaient du fief de La Roche-Moysan, une seigneurie dont le siège était situé à Arzano et qui appartenait à la famille de Rohan.
Au XVIe siècle, neuf manoirs étaient attestés sur le territoire actuel de Querrien: Combout, Leznec, Kerguyomarc'h, Penquelen, Lehec, Moguel, Luhedec, Coatourman et Kervagat.

### XVIesiècle
À la montre générale de l'évêché de Cornouaille faite à Quimper les 15 et 16 du mois de mai 1562 figurent pour les nobles de Querrien : « Olivier du Cambout, décédé, Jehan du Cambout son fils mineur et héritier dudict lieu, presant par Jehan de Boysidel, dict faire archer.
Guillaume du Cambout, S.r de Kerguymarch, presant par Olivier du Cambout son frère, dict faire arquebusier à cheval.
Raoul Moëlan, presant, dict estre sous l'esdict.
Jehan de Toutenoultre, deffault.
Charles Kervechan, sieur du Sparl, idem.
Louis Pommerit, idem.
Jehan Jabin, idem.
Pierre Roserc'h, sieur de Keranjar, présent, dict estre sous l'esdict.
Louis de Kermorial, presant par Guiomar de Tréanna son gendre, dict estre sous l'esdict ».
La paroisse de Querrien ne semble pas avoir été épargnée par les troubles de la guerre de la Ligue. Un moulin à vent, situé au lieu-dit de L'Île à Vent, est dit « chomant à cause de la furie du temps » en 1592 et « à cause de l'injure du temps » en 1593.

### XVIIesiècle
Un château existait à Coatourman, propriété en 1637 de Louis Moutier et Perrine Collet.
C'est en 1687 un recteur de la paroisse, Étienne Pégasse, substitua saint Chéron, martyr de Chartres, mais inconnu en Bretagne, à saint Kerien comme saint patron de la paroisse.

### XVIIIesiècle
Les paroissiens de Querrien étaient soumis à la corvée au grand chemin. Ils devaient entretenir 18 jours par an, avec les paroissiens de Saint-Thurien, la portion de la route royale (voie reliant Quimperlé à Quimper) comprise entre le bourg de Mellac et le village de Léty en Bannalec.
Entre le 30 juillet 1720 et le 20 octobre 1721, des scènes d'émeute éclatèrent au cours des cérémonies religieuses car les habitants s'opposèrent à l'application par le recteur d'un arrêté interdisant l'inhumation des morts dans les églises.
En 1759, la paroisse de Querrien devait chaque année fournir 50 hommes pour servir de garde-côtes.

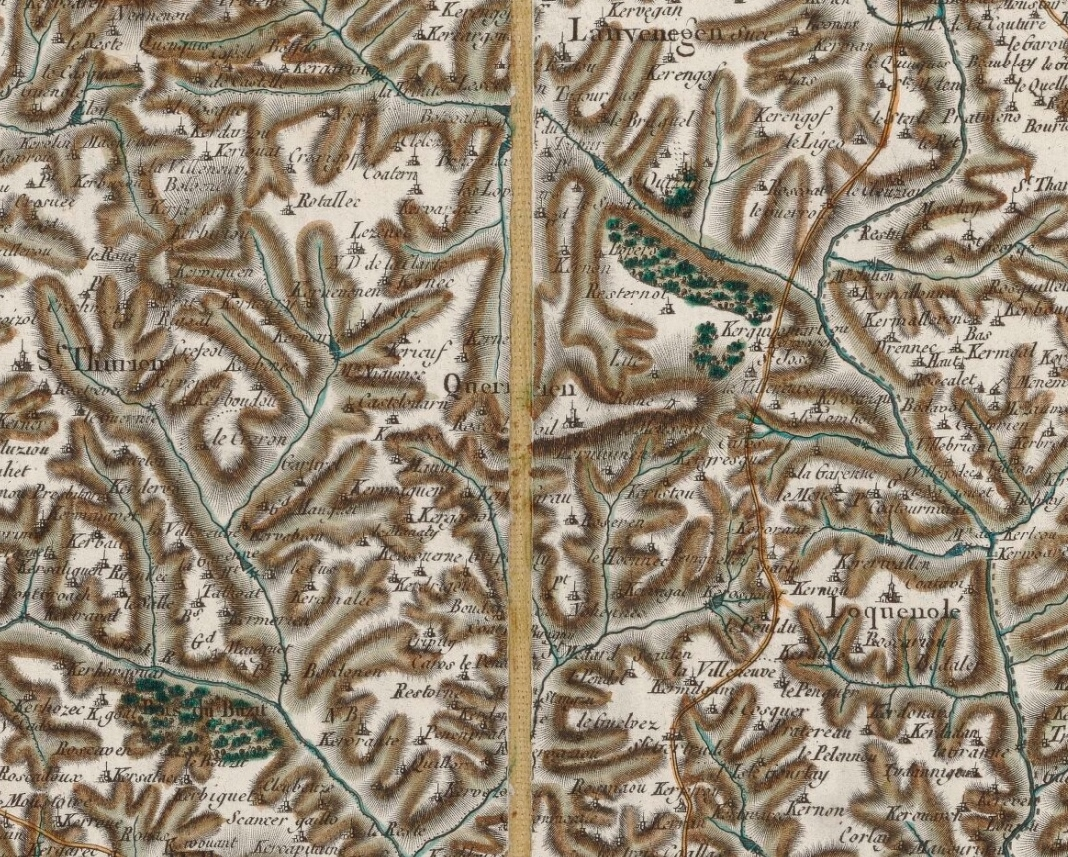
Carte de Querrien et ses environs à la fin du XVIIIe siècle (carte de Cassini).

Jean-Baptiste Ogée décrit ainsi Querrien en 1778 : 

« Querrien ; sur une hauteur ; à 9 lieues à l'Est de Quimper, son évêché ; à 31 lieues de Rennes, et à deux lieues de Quimperlé, sa subdélégation et son ressort. Cette paroisse relève du Roi et compte 3 000 communiants. La cure est à l'alternative. des terrs bien cultivées, des prairies, et beaucoup de landes ; voilà ce que ce territoire présente à la vue : c'est un pays couvert par endroits, et fort abondant en cidre. La maison noble de Keriomar [Kerguiomarc'h] se trouve dans cette paroisse. »

Jacques Cambry (président du District de Quimperlé puis du Département du Finistère), dans son Voyage dans le Finistère..., a écrit quelques lignes sur Querrien de cette époque : « Quérien donne beaucoup de cidre mais d'une qualité médiocre » ; et : « Quérien, placé sur une hauteur, domine sur des terres bien cultivées, sur des prairies fécondes ; on y trouve beaucoup de landes ».

### Révolution française
En octobre 1790, le maire de Querrien est Le Gallic, le procureur de la commune s'appelle Le Nadam [en fait Mathurin Ladan] et les fonctions de greffier sont assurées par Le Rumain (un notaire de ce nom exerce à Querrien à cette époque).
Querrien n'échappa pas aux évènements tragiques qui ternissent la période révolutionnaire. En 1795, comme personne à Querrien, en raison de la menace chouanne, ne voulait exercer de fonctions municipales, l'administration de la commune dépendit du District de Quimperlé : Gourlaouen fut nommé commissaire pour Querrien. Il échappa une première fois à la mort ; sa présence à Saint-Thurien le sauva alors. Mais, dans la nuit du 3 au 4 octobre 1795, après avoir cerné Gourlaouen, commissaire de la commune de Querrien, dans sa maison au bourg puis bu son vin, les chouans l'entraînèrent auprès de l'arbre de la liberté qu'on lui demanda de couper. Au moment où il le faisait, ils lui fendirent le crâne et l'assassinèrent de deux coups de fusil. Son corps, dont personne n'osait s'approcher, fut chargé sur des tronçons de l'arbre abattu, où il resta exposé pendant trois jours.
Jacques Cambry écrit que « les communes d'Arzano, de Quérien [Querrien] et de Guilligomarc'h, éloignées du chef-lieu du district, voisines du pays qu'habitent les chouans, sont dans un état de terreur et de dénuement qui ne leur permet pas de manifester le patriotisme que les autres communes ont démontré : avec quelles difficultés, d'ailleurs, peuvent pénétrer dans ces pays sauvages les principes, base de la Révolution : pas un individu ne sait la langue française. Il n'est pas d'état plus funeste, plus déplorable que celui de ces malheureux. S'ils obéissent aux lois républicaines, on les poignarde ; refusent-ils de s'y prêter, on les met en prison. Une force armée les protège ; mais c'est la nuit qu'on assassiné, et les soldats ne peuvent être sur tous les points d'un canton vaste, coupé de bois, de fossés, de rivières ».
Selon certains documents d'archives évoqués par Louis Ogès un trésor dit "trésor de Sombreuil" (« 600 doubles louis, 3 000 pièces d'or anglaises, un écrin contenant ses bijoux de famille, une tabatière en or », etc..) car il appartenait à Charles Eugène Gabriel de Virot de Sombreuil, comte de Sombreuil, serait peut-être caché non loin du bourg de Querrien, enfoui là par son domestique, Kerlosquet, à qui son maître l'avait confié, lors de l'expédition de Quiberon alors qu'il allait être arrêté, puis fusillé.

### XIXesiècle
Au début du XIXe siècle, les landes couvrent 2 758 hectares soit 43 % des terres de la commune contre 2 516 hectares pour les surfaces sous labour, 580 hectares les pâturages et 391 hectares les bois.
A. Marteville et P. Varin, continuateurs d'Ogée, décrivent ainsi Querrien en 1845 :

« Querrien, ou mieux Kerien (sous l'invocation de saint Kerien ou Cherant [Chéron]) : commune formée par l'ancienne paroisse de ce nom ; chef-lieu de perception ; aujourd'hui succursale. (...) Principaux villages : Kerforner, Lézellet, Coaternen, Kernec, Kervranguen, Kesquern, Pennanprat, Carlay, Montgarriou, Kerdudan, Kerscolier. Manoir de Moguel. Superficie totale 6 474 hectares , dont (...) terres labourables 2 516 ha, prés et pâturages 580 ha, bois 391 ha, landes et incultes 2 754 ha (...). Moulins : 16 ( de Moguel, de Kerlévéné, Donic, Mouhot, Neuf, Kerguiomarc'h, Renroux, à eau). Outre l'église paroissiale, il y a en Kerien les chapelles de Notre-Dame-de-Clarté, Notre-Dame-de-Bonne-Nouvelle et Sainte-Gertrude. (...) La route de Quimperlé au Faouët traverse la commune de Querrien du sud au nord. Géologie : constitution granitique. On parle le breton. »

En 1857, la commune de Querrien est amputée de 20 villages au profit de sa voisine Locunolé qui vient nouvellement d'être rattachée au Finistère. La superficie de la commune passe ainsi de 6 474 hectares à 5 401 hectares.
Selon un document déposé au Corps législatif 223 des 260 conscrits de Querrien pour la période allant de 1858 à 1867 ne savaient ni lire ni écrire.

#### Les écoles de hameaux de La Clarté et de Belle-Fontaine
Fin XIXe, la construction de 67 écoles de hameaux a été autorisée dans le Finistère par deux décrets :
- le décret du 25 octobre 1881 qui a délégué une subvention pour 18 écoles de hameaux sur l'arrondissement de Quimperlé ; toutes ont été bâties dont 2 à Querrien (La Clarté et Belle-Fontaine) ;
- le décret du 14 mars 1882 qui a délégué une subvention pour 50 écoles de hameaux sur les quatre autres arrondissements du département (Brest, Châteaulin, Morlaix, Quimper) à choisir dans les communes « dont le territoire est le plus étendu et les ressources les plus restreintes » ; 49 ont été bâties[40].

#### L' épidémie de variole de 1870
En 1870, une épidémie de variole fait 300 victimes dans la commune (soit 10 % de la population) dont 199 victimes en quatre mois entre septembre et décembre : 56 % des victimes avaient moins de 10 ans. Deux gros foyers d'infection existèrent dans la commune, l'un à l'est dans le secteur de Carros Combout avec 35 cas, l'autre au nord-ouest, dans le secteur de Villeneuve Boulben avec 21 cas.
« Tous les jours, on n'entendait que le son des glas, relate l'abbé Biclot, dans son mensuel "Entre Nous". Les prêtres célébraient cinq à six enterrements par semaine, avec le triste record de vingt inhumations la deuxième semaine d'octobre ». Il n'y avait pas de remède. À la suite de cette épidémie, un calvaire est érigé dans le cimetière qui entourait (jusqu'en 1920) l'église paroissiale par le recteur, l'abbé Bourhis.

### XXesiècle

#### Langue bretonne et religion
Le 9 janvier 1903, Tanneau, curé de Querrien, fait partie des 31 prêtres du diocèse de Quimper dont les traitements sont retenus par décision du gouvernement Combes « tant qu'ils ne feront pas emploi de la langue française dans leurs instructions et l'enseignement du catéchisme » car ils utilisaient le breton.

#### Les querelles liées à la laïcité
En juillet 1902 le Conseil d'arrondissement de Quimperlé se fait l'interprète de l'émotion soulevée dans tout l'arrondissement par la fermeture des écoles confessionnelles de Clohars-Carnoët, Querrien, Locunolé, Tréméven, Arzano et Guilligomarc'h, décidée par le gouvernement Émile Combes ; il « proteste énergiquement contre une mesure contraire aux vœux exprimés par les conseils municipaux et devant avoir pour effet de laisser un grand nombre d'enfants privés d'instruction ».
Le journal La Croix du 3 janvier 1904 annonce la fermeture de l'école congréganiste de Querrien, qui était tenue antérieurement par les Filles de Jésus, sur décision du gouvernement d'Émile Combes.

#### La Première Guerre mondiale
Pendant la Première Guerre mondiale Querrien a payé un lourd tribut avec 158 combattants morts pour la France dont dix dans les dix premiers jours de l'attaque allemande. Six soldats au moins sont morts sur le front belge, dont quatre lors des combats de Maissin le 22 août 1914 ; Alain Nivinec est mort en Turquie lors de la bataille des Dardanelles en 1915 ; Jean Ansquer dans l'actuelle Macédoine du Nord et François Riou en Grèce, tous deux en 1918 dans le cadre de l'expédition de Salonique ; la plupart des autres sont morts sur le sol français, dont trois (Jean Dagorn, François Huiban et Jean Le Diffon) sont décédés dans le courant de l'année 1919, donc après l'armistice. Vingt-six au moins ont été décorés de la Médaille militaire et de la Croix de guerre.

#### L'Entre-deux-guerres
Le monument aux morts de Querrien, dû au sculpteur Joncourt, fut inauguré le 10 octobre 1920 en présence d'une foule nombreuse : « Jamais le coquet bourg de Querrien n'a vu une telle affluence de personnes (...). Toutes les rues du bourg étaient remplies de guirlandes ».

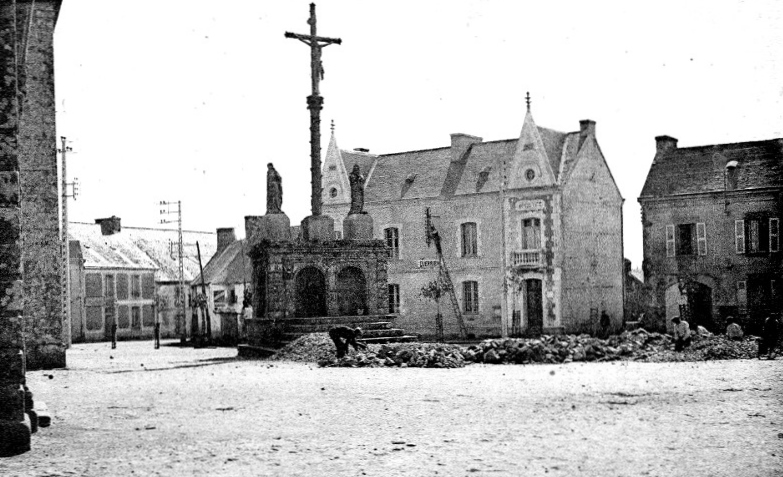
Querrien : le calvaire et la mairie vers 1930 (carte postale Le Nadan).
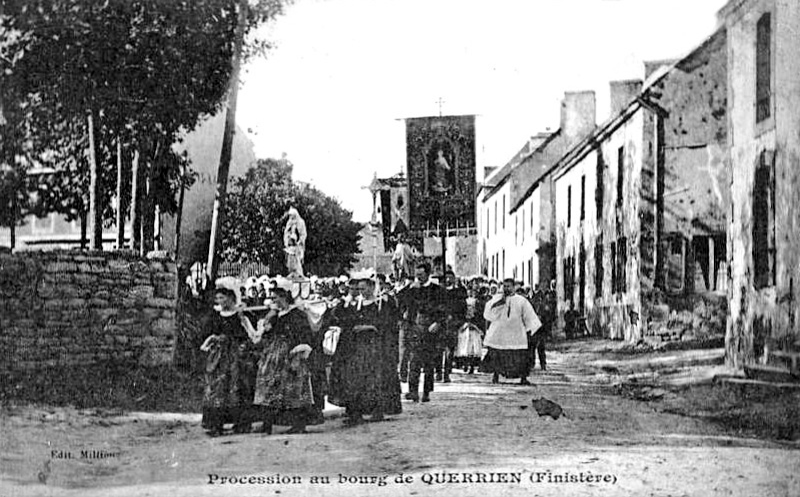
Procession dans le bourg de Querrien vers 1930 (carte postale Million).

François Cadic fut maire de Querrien entre 1919 et 1935 : sous ses mandats furent construits un réseau de chemins vicinaux et ruraux dont la commune, vaste, était jusque-là dépourvue, un nouveau cimetière, une nouvelle mairie, un bureau de poste et il embellit le bourg, projetant un réseau d'adduction d'eau dans celui-ci qu'il n'eut pas le temps de réaliser avant son décès.

#### La Seconde Guerre mondiale
Le monument aux morts de Querrien porte les noms de 27 personnes mortes pour la France pendant la Seconde Guerre mondiale ; parmi elles Joseph Cloarec, quartier-maître disparu lors du naufrage de la corvette Alysse le 8 février 1942 au large de Terre-Neuve ; Lucie Cornic, résistante, est morte en déportation le 15 octobre 1944 à Ludwigsfelde en Allemagne, âgée de 18 ans.
Guy Savin, qui fut par la suite maire de Quimperlé, témoigne du maquis de Querrien au début de juin 1944 : « Nous étions hébergés dans un petit village au-dessus de l'Isole, près de la ferme de Kerbozec, où se cachaient les membres de la mission Jedburgh (...). Là, commandés par Alexis Méfort (Isidore), nous avons commencé la résistance active : missions de sabotage, assistance des opérations de parachutages d'armes ou d'hommes venant d'Angleterre.
François Le Gallic, René Le Duigou et François Henriot, tous trois membres de l'harmonie des Paotred de Querrien, avaient rejoint un maquis à Lanvénégen ; dénoncés, ils furent arrêtés dans la nuit du 23 au 24 mai 1944 dans le village de Kernone (en Querrien) ; ils furent emprisonnés dans le couvent des Ursulines de Quimperlé (actuel collège Jules Ferry), condamnés à mort par un tribunal militaire allemand et fusillés à la citadelle de Port-Louis le 11 ou le 12 juin 1944.
Le 11 juillet 1944, six résistants, dont un militaire resté inconnu, sont fusillés près du village de Kerstang-Combout après avoir été extraits de l'école Sainte-Barbe du Faouët où siège un tribunal militaire allemand.
Le 29 juillet 1944, un sérieux accrochage se produisit à Kerbozec entre un groupe de résistants et la Feldgendarmerie allemande. Un major britannique du Special Air Service, Colin Ogden-Smith, et Maurice Miodon, un sergent français SAS y trouvèrent la mort ainsi qu'un civil, un fermier qui fut tué d'un coup de baïonnette dans le dos par les Allemands. Il y eut plusieurs témoins visuels à cette tragédie. Un couple de collaborateurs a été exécuté un peu plus tard soupçonné d'avoir dénoncé les maquisards à la Feldgendarmerie de Quimperlé. Une stèle située sur le bord de la route rappelle le souvenir de Louis Fiche (de Querrien), du parachutiste du 2e régiment de chasseurs parachutistes (Maurice Miodon), ainsi que du soldat britannique (Ogden Smith) tués le 29 juillet 1944 lors des combats de Kerbozec.
Des règlements de compte sanglants se produisirent à Querrien lors de la Libération :
« Ce qui s'est passé à Querrien est insoutenable. Dans ce tout petit village la violence se déchaîne. Toute une famille est exécutée. « Marie belles dents » est promenée dans une cage à cochon. Un exutoire collectif d'une violence longtemps contenue, liée à la présence de l'occupant mais aussi à des rivalités intercommunautaires et aux débordements de la résistance ».
Guy Savin a réagi aux accusations de Grégoire Kauffmann qui a qualifié dans son livre, Hôtel de Bretagne certains résistants d'avoir été des « tueurs » qu'il y a eu « des actes que d'aucuns jugent répréhensibles. Ils ont été imposés par les circonstances et réservés aux mouchards français que les Allemands rétribuaient et maintenaient sous pression. (...) L'ordre vient d'exécuter des mouchards. L'expédition punitive est composée de soldats (de l'ombre pour encore quelques jours) et non pas de tueurs ».

#### L'après Seconde Guerre mondiale
Un soldat originaire de Querrien (Joseph Nivaign) est mort pour la France pendant la Guerre d'Indochine et deux (Yves Le Grognec et François Parc) pendant la Guerre d'Algérie.

## Politique et administration

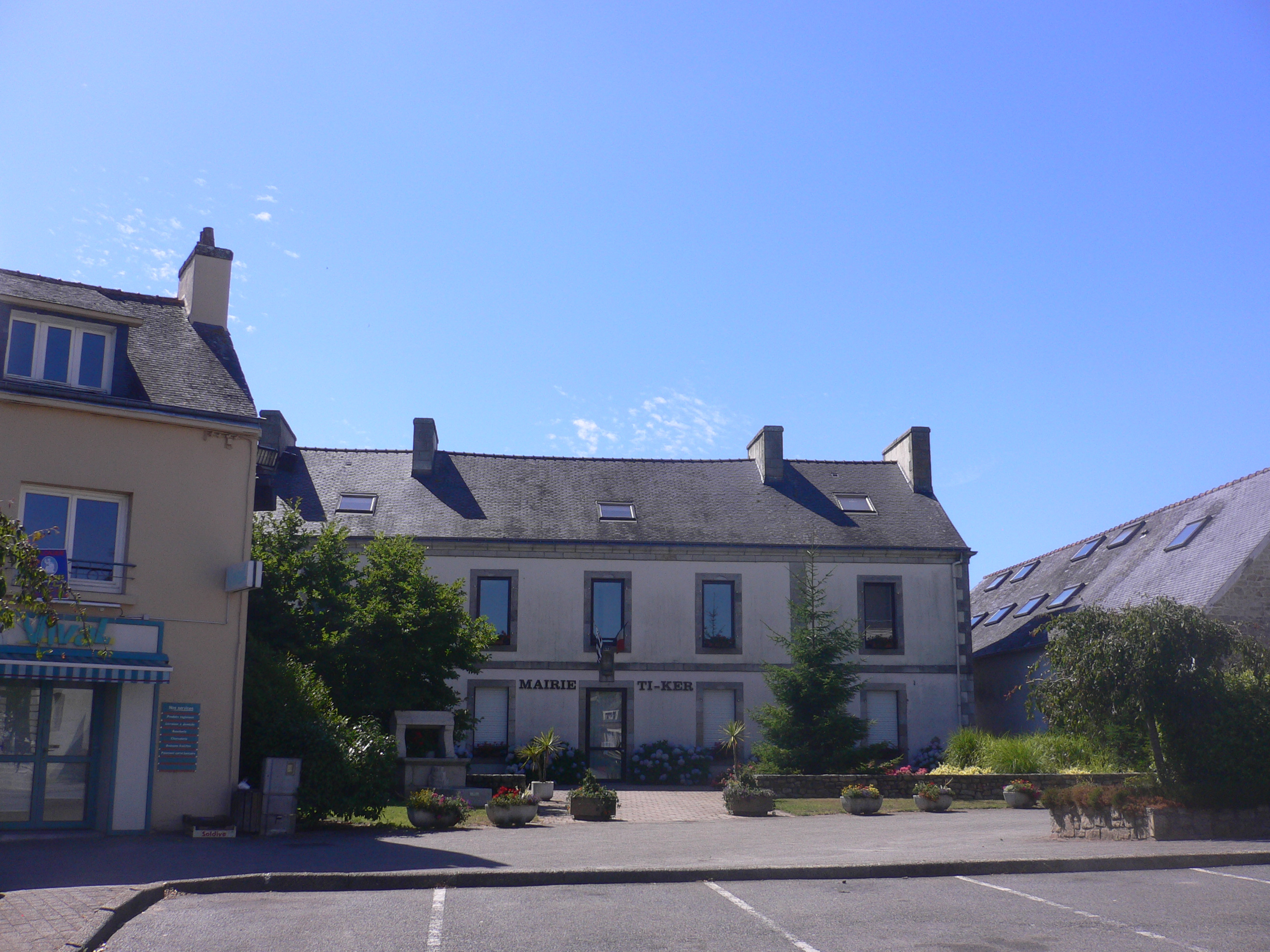
La mairie.

Une curiosité : trois François Cadic ont été maires de Querrien, le premier entre 1848 et 1850, le second entre 1919 et 1935, le troisième entre 1953 et 1965.

## Population et société

### Démographie

#### Évolution démographique
L'évolution du nombre d'habitants est connue à travers les recensements de la population effectués dans la commune depuis 1793. Pour les communes de moins de 10 000 habitants, une enquête de recensement portant sur toute la population est réalisée tous les cinq ans, les populations de référence des années intermédiaires étant quant à elles estimées par interpolation ou extrapolation. Pour la commune, le premier recensement exhaustif entrant dans le cadre du nouveau dispositif a été réalisé en 2005.

En 2022, la commune comptait 1 654 habitants, en évolution de −5,38 % par rapport à 2016 (Finistère : +2,16 %, France hors Mayotte : +2,11 %).
| 1793  | 1800  | 1806  | 1821  | 1831  | 1836  | 1841  | 1846  | 1851  |
| ----- | ----- | ----- | ----- | ----- | ----- | ----- | ----- | ----- |
| 2 397 | 2 516 | 2 390 | 2 796 | 2 871 | 2 982 | 3 103 | 3 260 | 3 282 |

| 1856  | 1861  | 1866  | 1872  | 1876  | 1881  | 1886  | 1891  | 1896  |
| ----- | ----- | ----- | ----- | ----- | ----- | ----- | ----- | ----- |
| 3 019 | 2 527 | 2 561 | 2 183 | 2 630 | 2 840 | 3 000 | 3 153 | 3 173 |

| 1901  | 1906  | 1911  | 1921  | 1926  | 1931  | 1936  | 1946  | 1954  |
| ----- | ----- | ----- | ----- | ----- | ----- | ----- | ----- | ----- |
| 3 260 | 3 346 | 3 453 | 3 232 | 3 280 | 3 114 | 3 043 | 3 005 | 2 597 |

| 1962  | 1968  | 1975  | 1982  | 1990  | 1999  | 2005  | 2006  | 2010  |
| ----- | ----- | ----- | ----- | ----- | ----- | ----- | ----- | ----- |
| 2 372 | 2 118 | 1 858 | 1 759 | 1 650 | 1 596 | 1 656 | 1 659 | 1 696 |

| 2015  | 2020  | 2022  | - | - | - | - | - | - |
| ----- | ----- | ----- | - | - | - | - | - | - |
| 1 743 | 1 665 | 1 654 | - | - | - | - | - | - |

#### Pyramide des âges
La population de la commune est relativement âgée.
En 2018, le taux de personnes d'un âge inférieur à 30 ans s'élève à 27,3 %, soit en dessous de la moyenne départementale (32,5 %). À l'inverse, le taux de personnes d'âge supérieur à 60 ans est de 33,6 % la même année, alors qu'il est de 29,8 % au niveau départemental.
En 2018, la commune comptait 853 hommes pour 860 femmes, soit un taux de 50,2 % de femmes, légèrement inférieur au taux départemental (51,41 %).
Les pyramides des âges de la commune et du département s'établissent comme suit.
| Hommes | Classe d’âge | Femmes |
| ------ | ------------ | ------ |
| 0,4    | 90 ou +      | 1,4    |
| 8,9    | 75-89 ans    | 10,3   |
| 23,5   | 60-74 ans    | 22,7   |
| 23,9   | 45-59 ans    | 21,4   |
| 17,5   | 30-44 ans    | 15,6   |
| 11,3   | 15-29 ans    | 10,8   |
| 14,5   | 0-14 ans     | 17,8   |

| Hommes | Classe d’âge | Femmes |
| ------ | ------------ | ------ |
| 0,7    | 90 ou +      | 2,2    |
| 7,8    | 75-89 ans    | 11,5   |
| 19,2   | 60-74 ans    | 20,1   |
| 20,8   | 45-59 ans    | 19,7   |
| 17,7   | 30-44 ans    | 16,6   |
| 17,1   | 15-29 ans    | 14,7   |
| 16,8   | 0-14 ans     | 15,2   |

| Hommes | Classe d’âge | Femmes |
| ------ | ------------ | ------ |
| 5      | 90 ou plus   | 10     |
| 79     | 75 à 90      | 113    |
| 192    | 60 à 74      | 165    |
| 200    | 45 à 59      | 173    |
| 170    | 30 à 44      | 149    |
| 108    | 15 à 29      | 88     |
| 130    | 0 à 14       | 166    |

## Économie

### Secteur primaire
Le tableau ci-dessous présente les principales caractéristiques des exploitations agricoles de Querrien, observées entre 1988 et 2010, soit sur une période de 22 ans.
|                                                           | 1988    | 2000    | 2010    |
| --------------------------------------------------------- | ------- | ------- | ------- |
| Nombre d'exploitations                                    | 126     | 59      | 45      |
| Nombre d'exploitations ayant des vaches laitières         | 77      | 36      | 23      |
| Nombre d'exploitations ayant des poulets de chair et coqs | 35      | 8       | 4       |
| Cheptel (nombre de têtes)                                 | 9 710   | 8 562   | 10 224  |
| Vaches laitières (nombre de têtes)                        | 1 992   | 1 457   | 1 261   |
| Vaches nourrices (nombre de têtes)                        | 9       | 167     | 155     |
| Poulets de chair et coqs (nombre de têtes)                | 171 370 | 146 065 | 258 000 |
| Surface agricole utile (SAU) (ha)                         | 3 366   | 3 021   | 2 756   |
| Superficie en terres labourables (ha)                     | 3 079   | 2 675   | 2 164   |
| Superficie toujours en herbe (ha)                         | 269     | 330     | 585     |

## Culture locale et patrimoine

### Site naturel
La rivière Ellé, au sortir de gorges profondes de près de 80 mètres et longues de 6 km, se transforme sur une distance de 300 mètres en un chaos rocheux impressionnant connu sous le nom de Roches du Diable. Depuis un belvédère situé sur les hauteurs de Querrien, près du village de Kerscolier, il est possible de jouir d'une vue spectaculaire sur ce chaos rocheux.

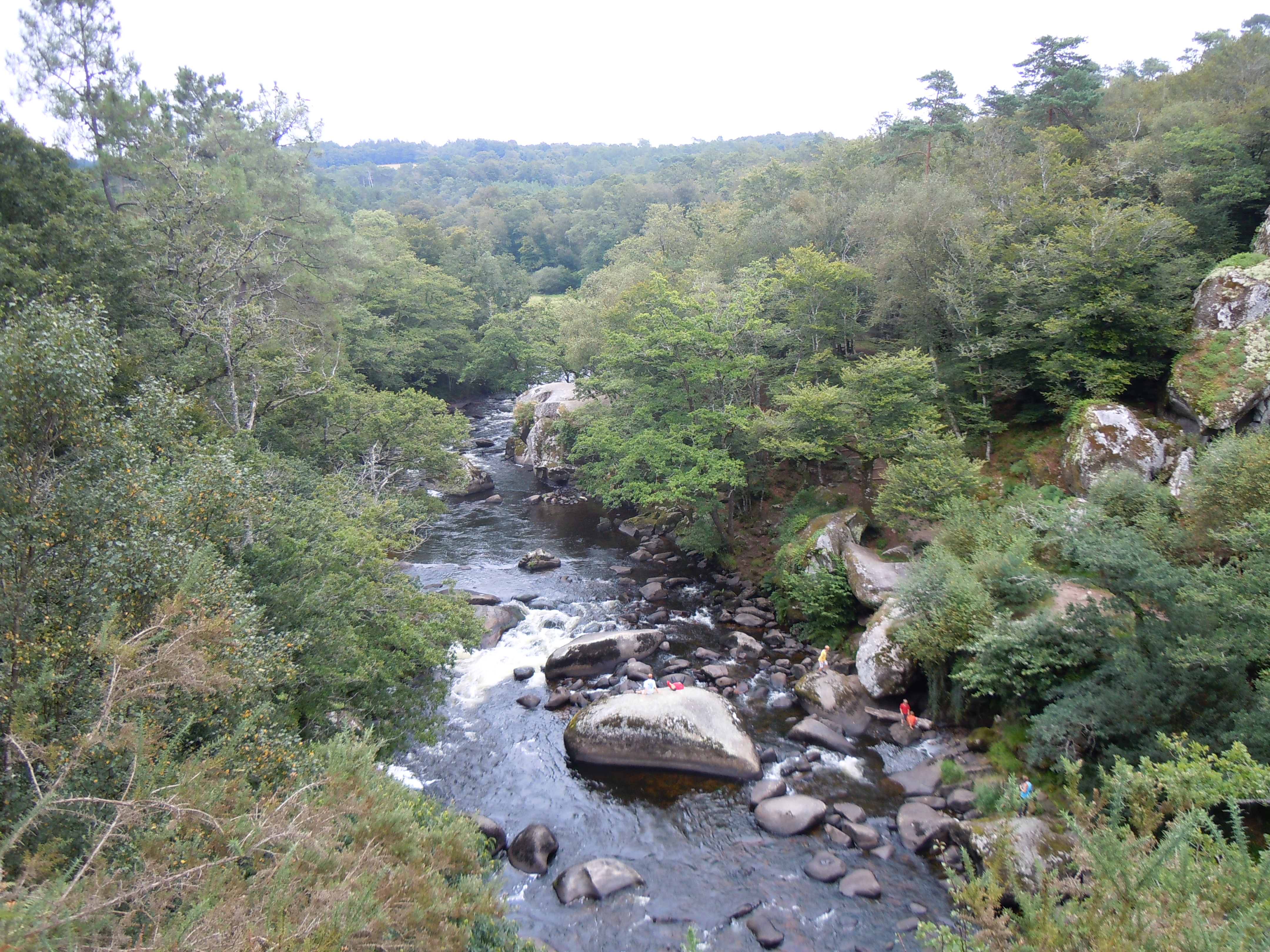
Vue plongeante sur le site des Roches du Diable depuis le belvédère de Querrien.

### Monuments
- Église paroissiale Saint-Chéron (début des travaux : 1740) :

L'église paroissiale de Querrien date de 250 ans environ. Elle a remplacé un édifice plus petit, d'orientation différente, situé dans les mêmes parages, qui fut démoli après l'entrée en service du nouvel édifice. L'église, en forme de croix latine, comprend une nef de trois travées, avec bas côtés, un transept et un chœur profond accosté de deux chapelles. Le clocher, semi encastré, est du type finistérien, à une galerie et une fausse galerie. Haut de 33 mètres, il ne sera achevé qu'en 1823.
- Chapelle Notre-Dame-de-la-Clarté (chœur du XVIe, sacristie et pignon ouest du XVIIe) :

À l'origine, la chapelle était privée et propriété de la famille de Tinténiac qui résidait au château de Quimerc'h en Bannalec et possédait tous les droits fonciers du village de Lezennet. La chapelle était également à l'usage des fermiers qui travaillaient sur le vaste domaine de Lezennet. La chapelle initiale, bâtie d'ouest en est, correspond aux actuelles bras de croix. Le quartier de Lezennet, très boisé, amena les fidèles à nommer la première chapelle Itron Varia Kreis ar c'hoat (Notre-Dame-au-milieu-des-Bois). La chapelle fut reçue au XVIIe siècle en don par l'abbé Flohic, recteur de Querrien. Il procéda à l'agrandissement en forme de croix latine de la chapelle qui devint Notre-Dame-de-la-Clarté. De par ses dimensions intérieures, 32 mètres de longueur, il s'agit en fait plutôt d'une église que d'une chapelle. Son pardon se déroulait le 15 août, jour de l'Assomption.

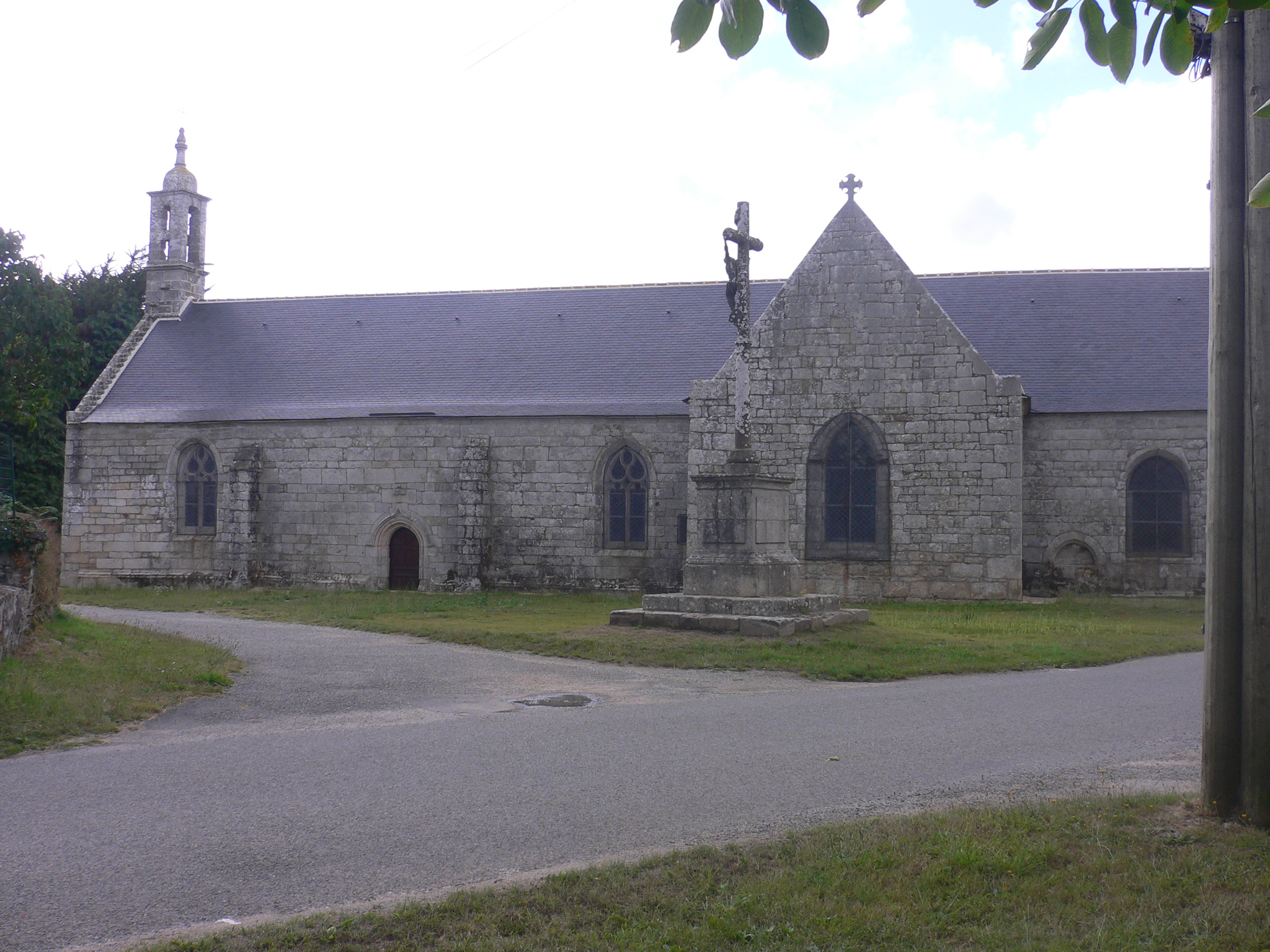
Façade Sud de la chapelle Notre-Dame-de-la-Clarté.
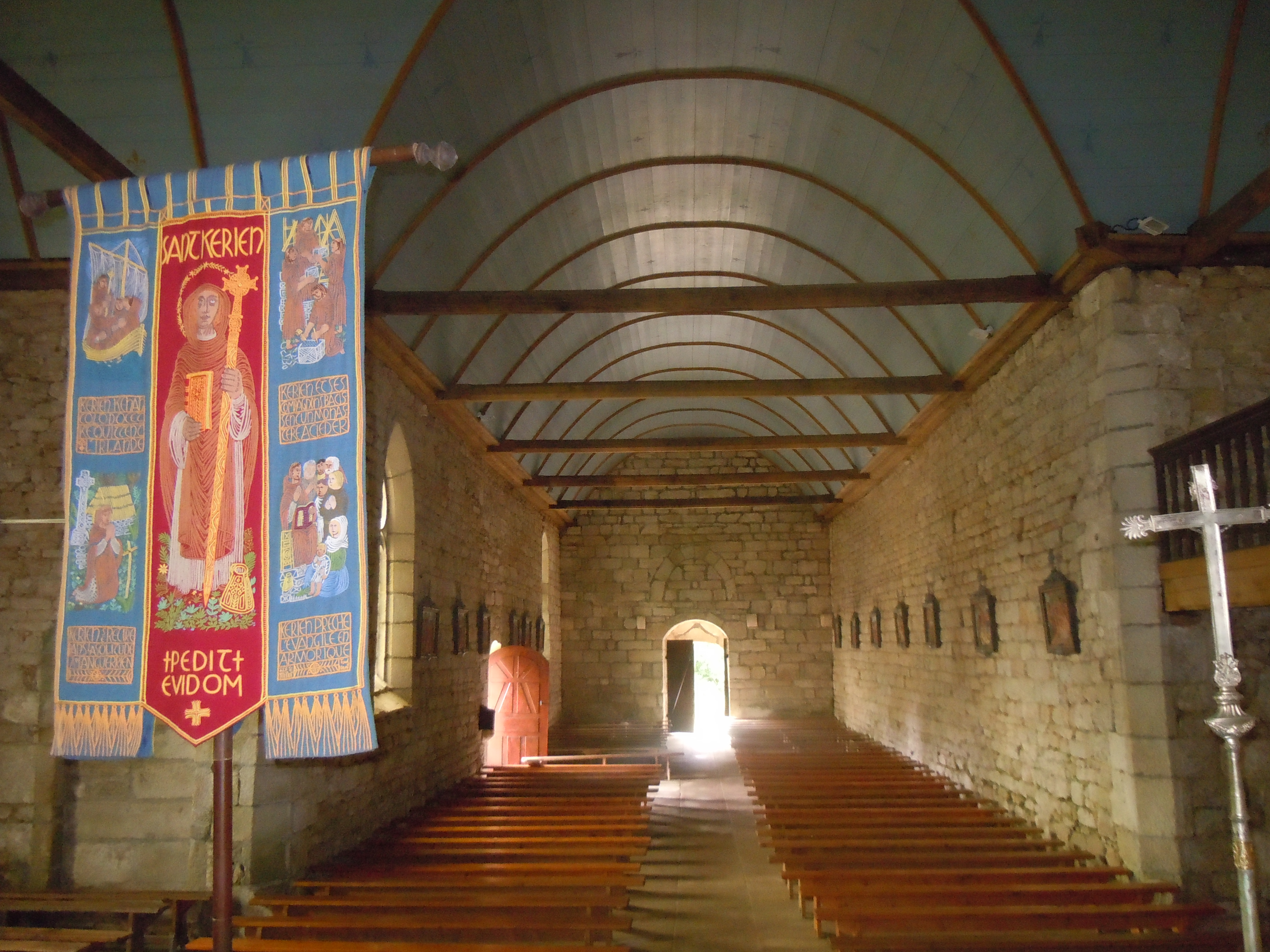
La nef de la chapelle Notre-Dame-de-la-Clarté.
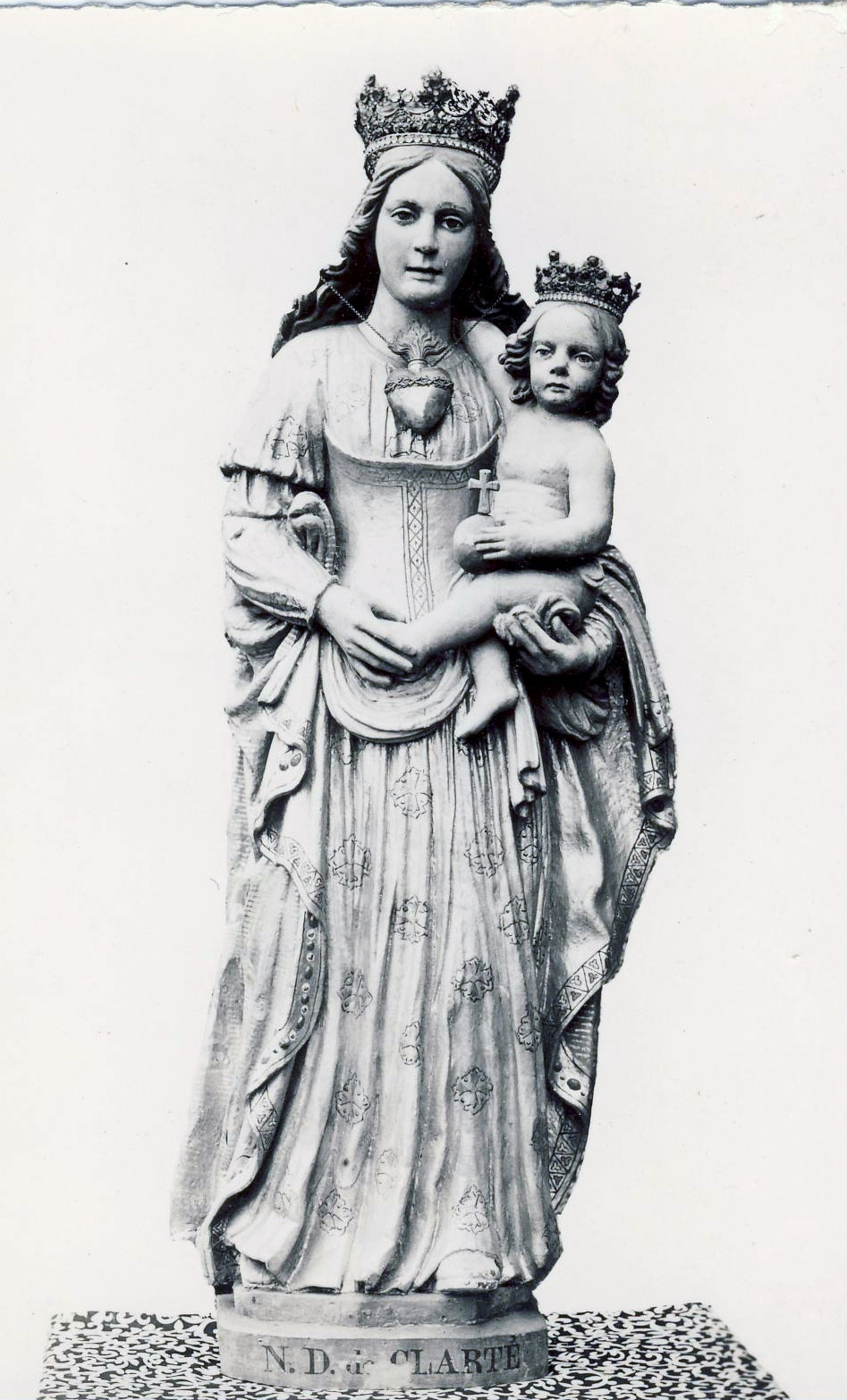
Statue de Notre-Dame-de-la-Clarté.

- Fontaine de Notre-Dame-de-la-Clarté (XVIe):

Une fontaine, de type monumental, est située à 300 mètres de la chapelle. Autrefois, lors des deux pardons annuels, de nombreux pèlerins venaient laver leurs yeux à la fontaine dans l'espoir d'améliorer leur vue. Cette fontaine est entourée à hauteur d'homme d'une enceinte en pierre du XVIe siècle surmontée d'une corniche typique. Quelques gravures et inscriptions y sont sculptées mais, victimes de l'érosion, elles sont difficiles à déchiffrer. On peut y reconnaître notamment une déesse mère gauloise.

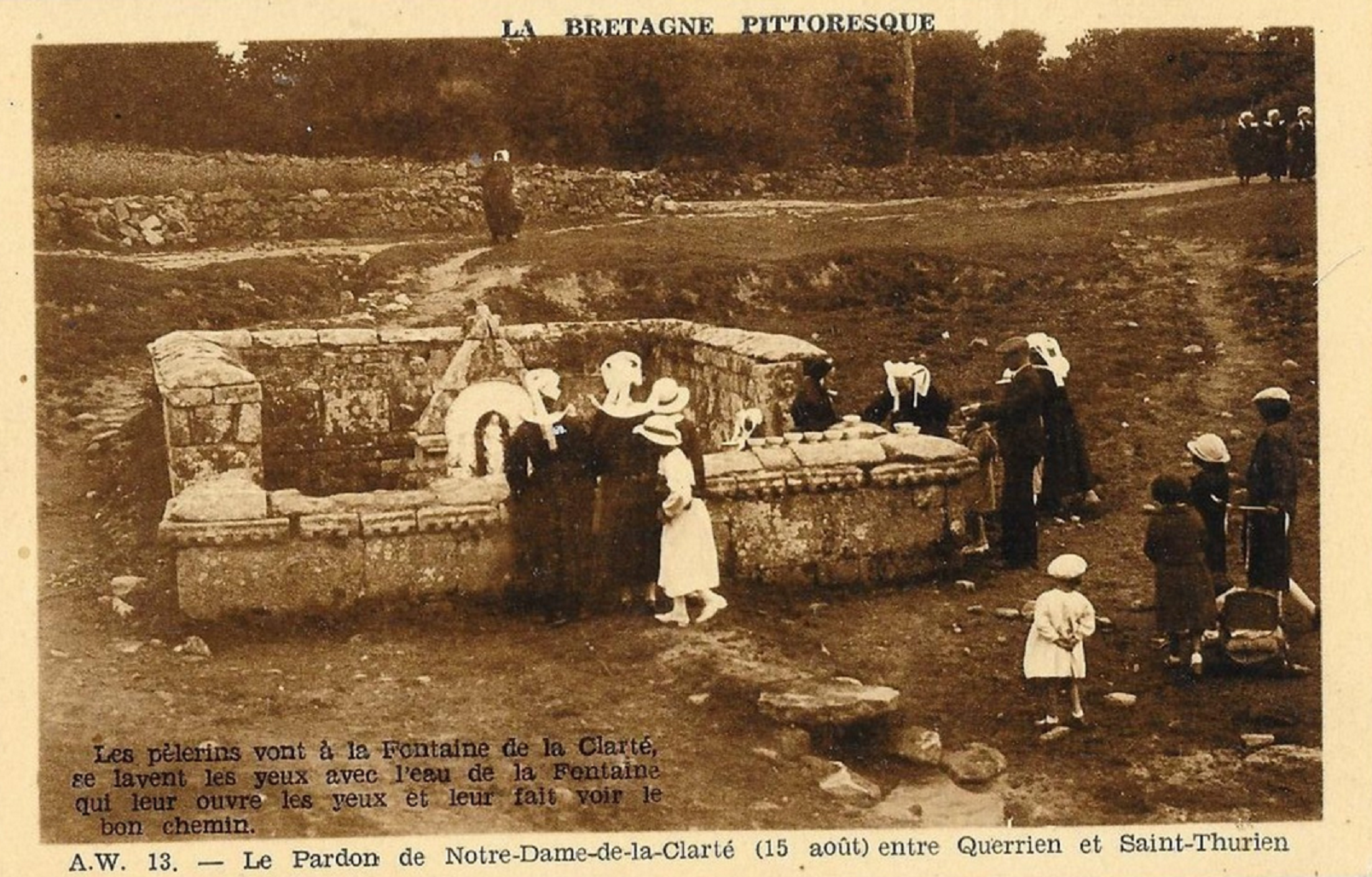
Pèlerins se lavant les yeux avec l'eau de la fontaine de la Clarté lors du pardon du 15 août.
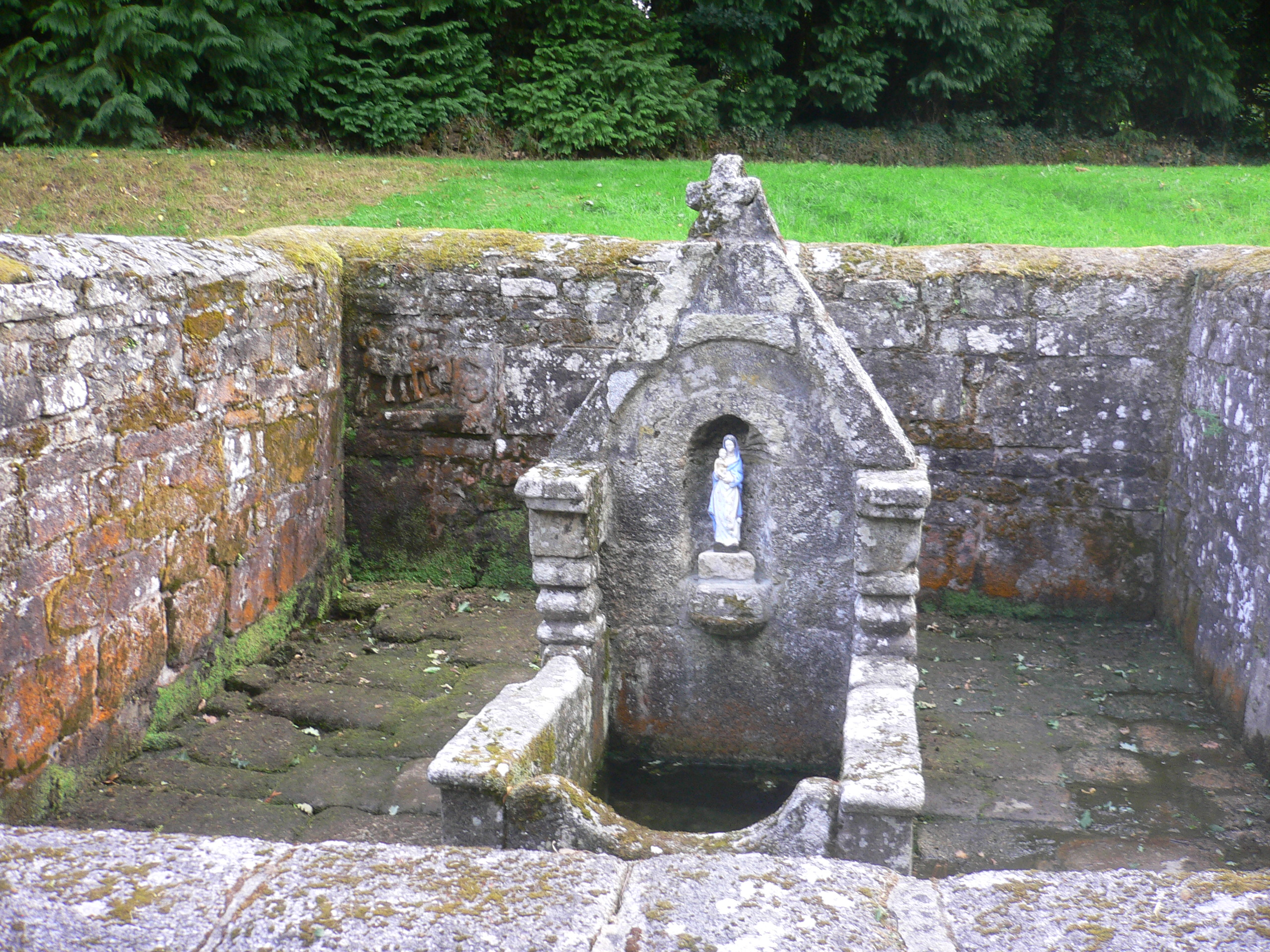
La fontaine à dévotion de Notre-Dame-de-la-Clarté.

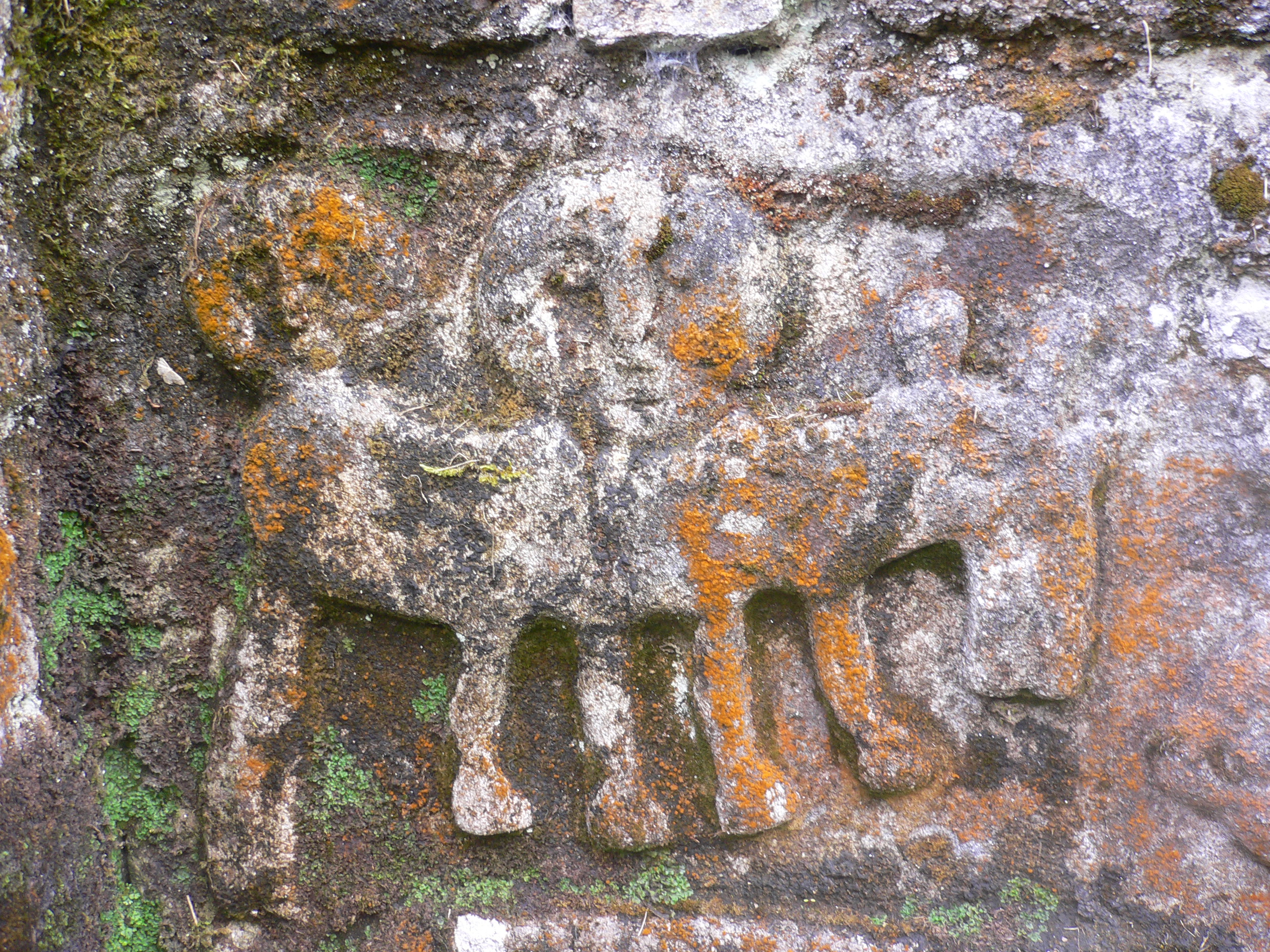
Visage humain et silhouette de cheval.
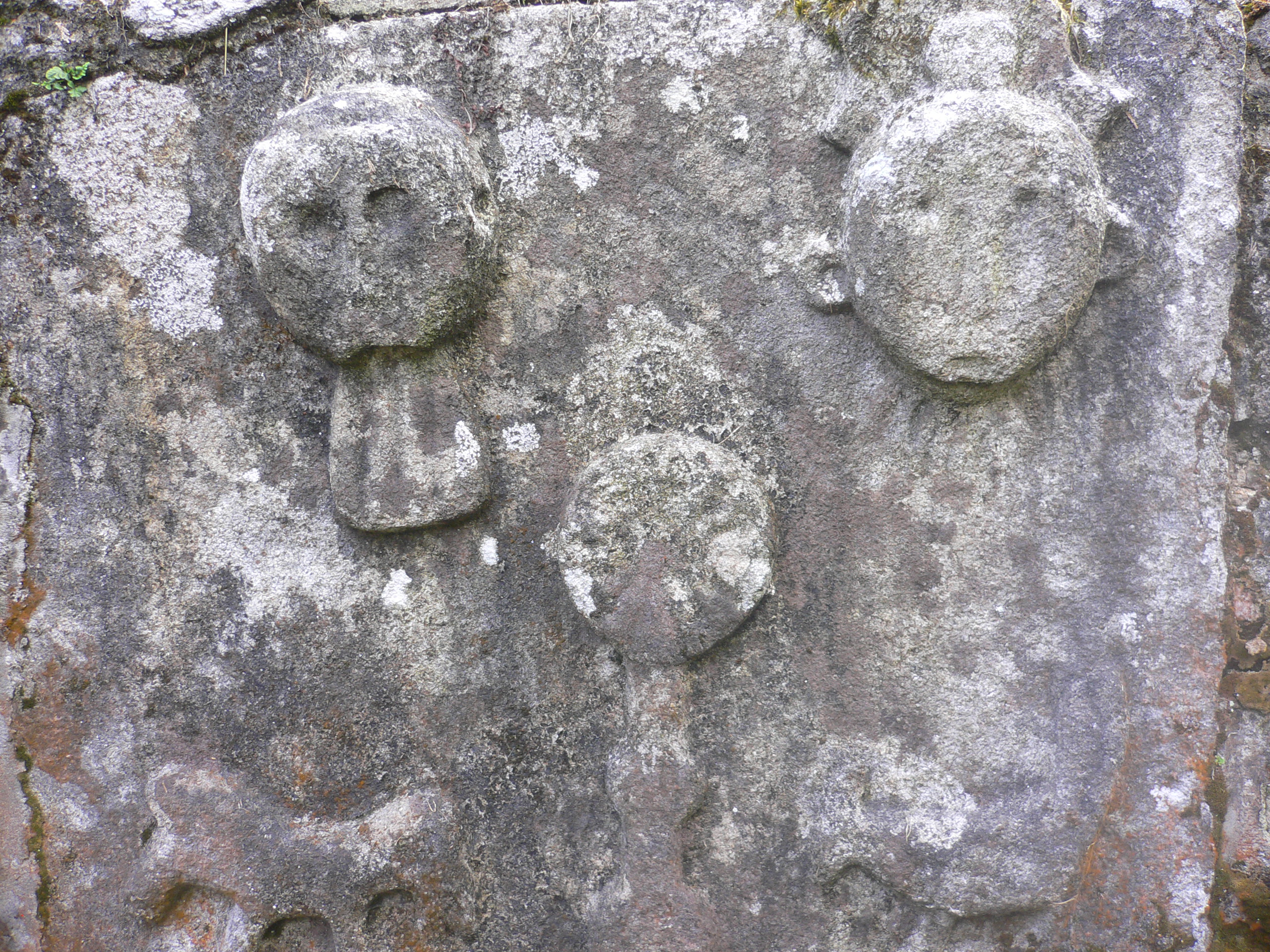
Visages humains et ostensoir.
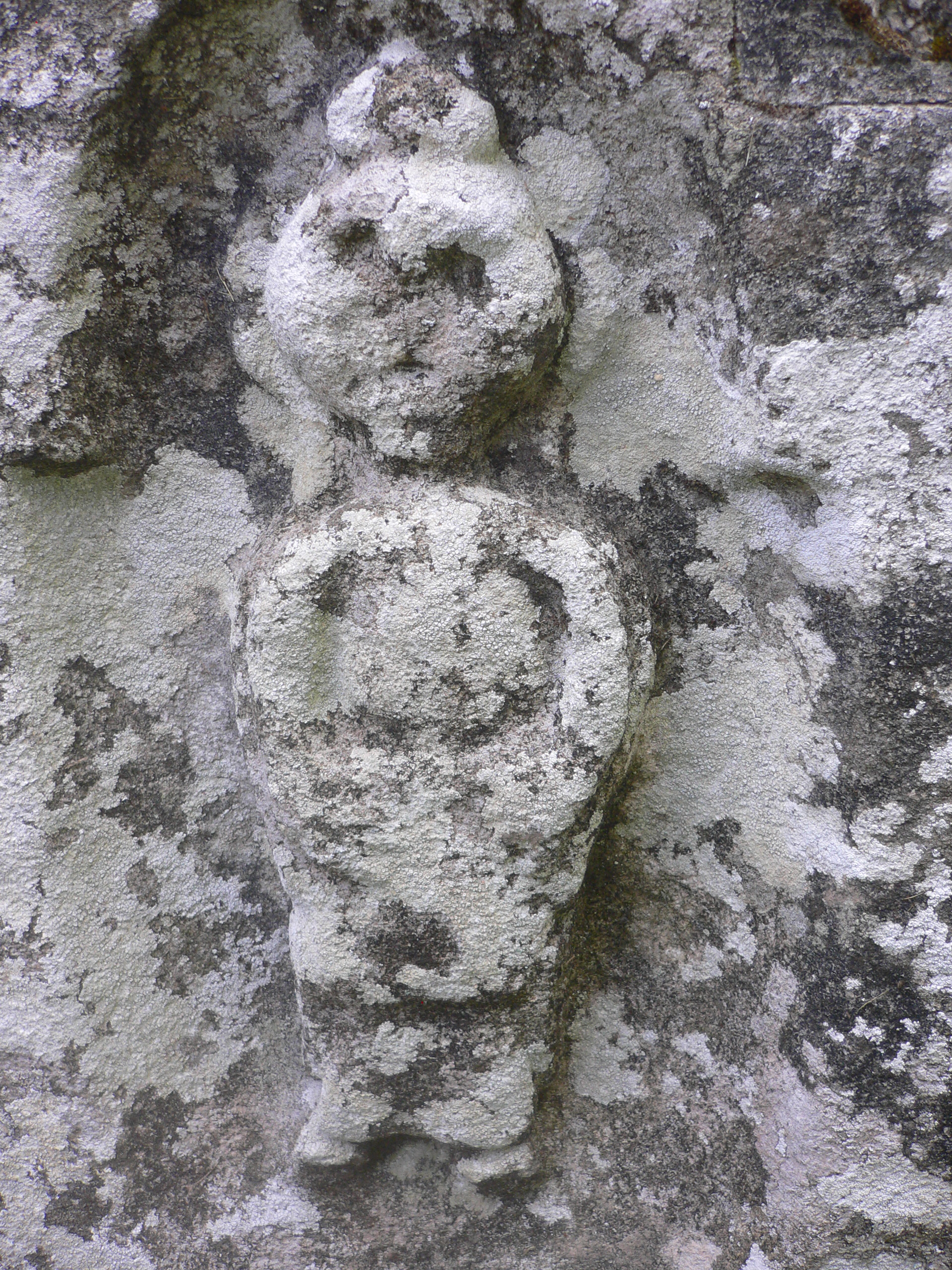
Déesse mère.

- Chapelle Saint-Joseph qui a la particularité d'héberger la médiathèque. Implantée autrefois dans le village de Kerguyomarc'h (aujourd'hui dénommé Kerivarc'h), elle a été reconstruite place Saint-Joseph en 1892.

L'intérieur de la chapelle a été réhabilitée en médiathèque en 2001, avec notamment la création d'une mezzanine qui accueille l'espace enfants/ adolescents.
La Médiathèque de Querrien fait partie du réseau "Matilin" des médiathèques de Quimperlé Communauté.

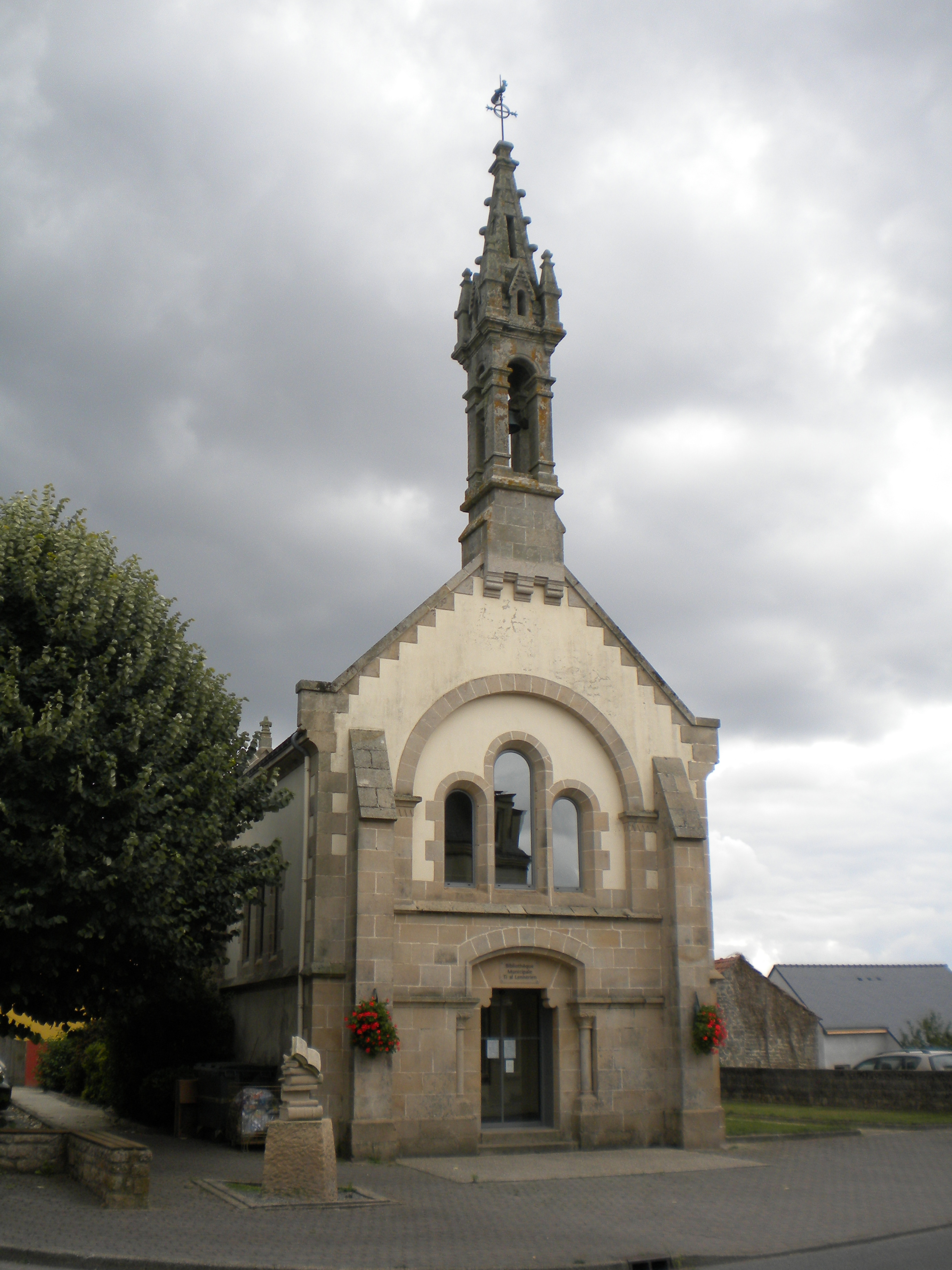
L'ancienne chapelle Saint-Joseph, devenue médiathèque.
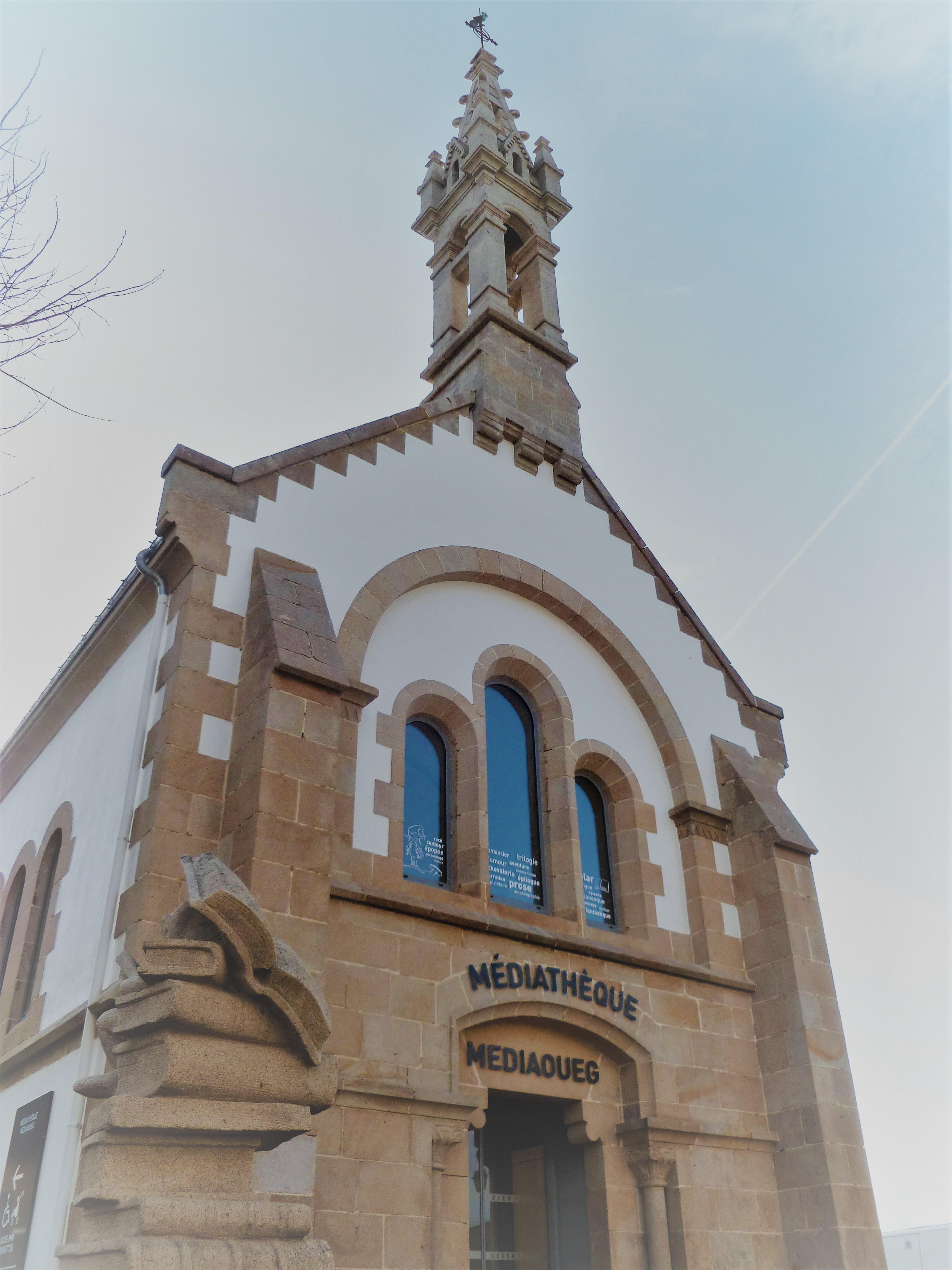
Médiathèque de Querrien en 2020
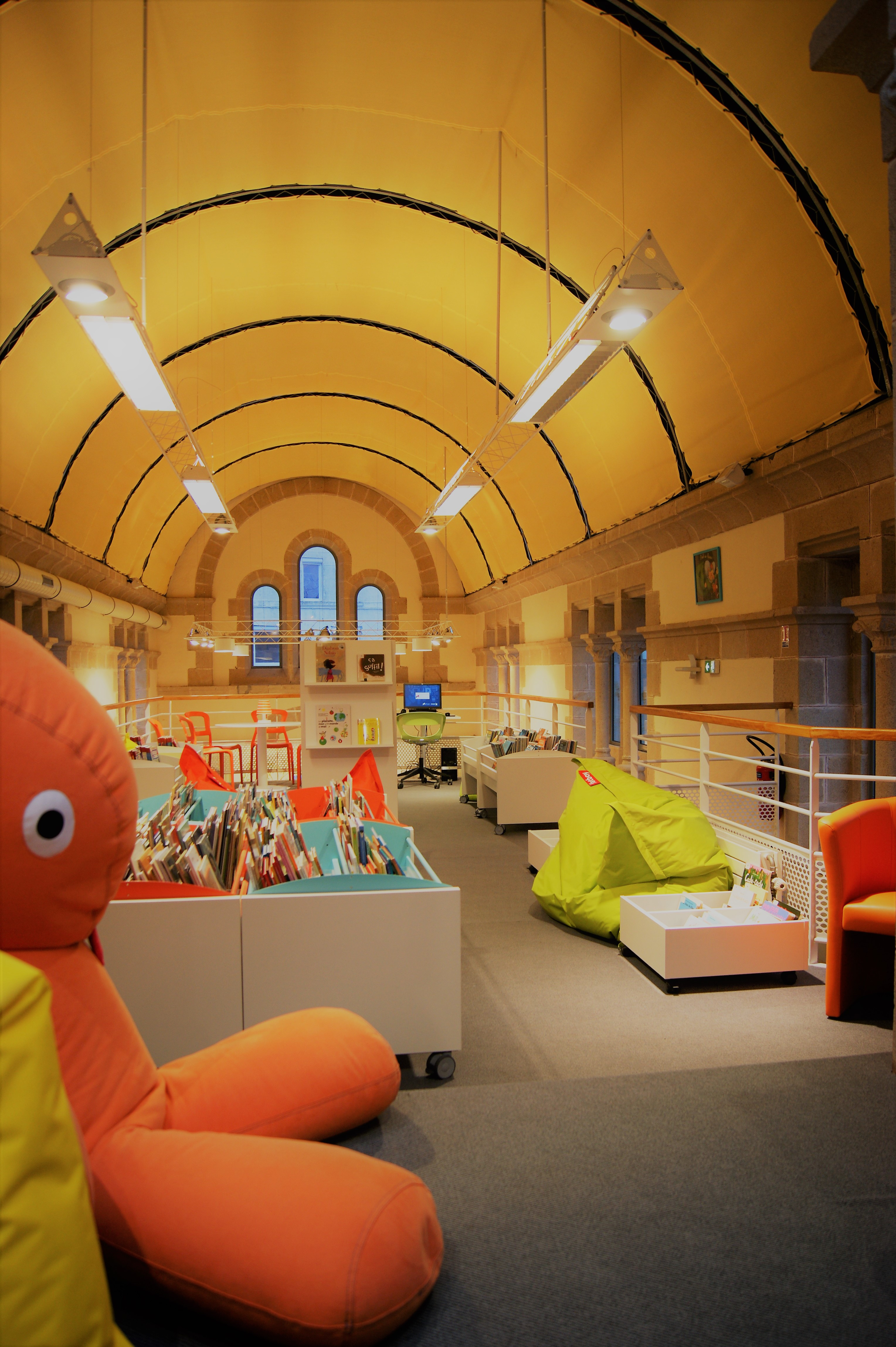
Etage de la Médiathèque de Querrien
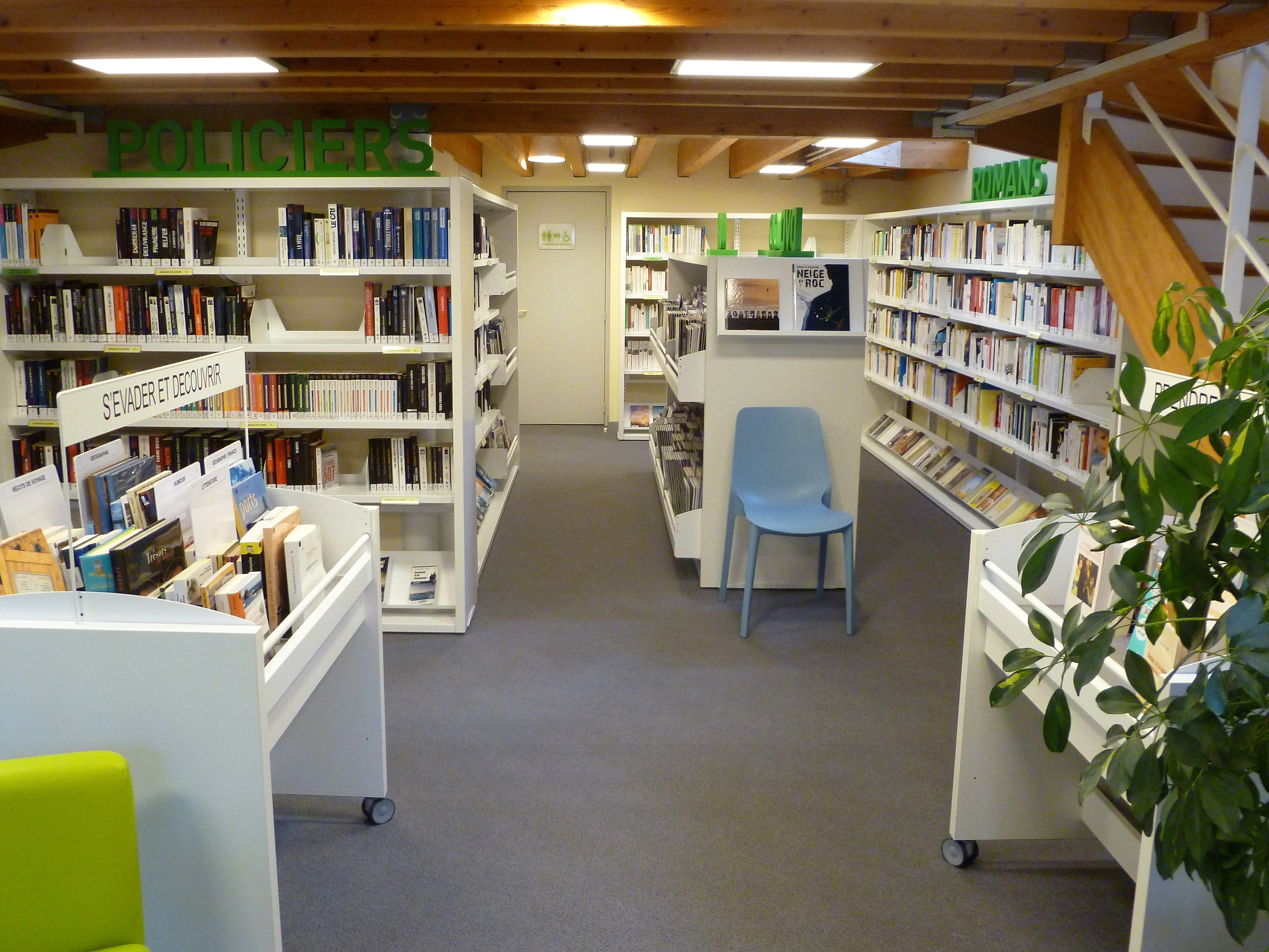
Rez-de-chaussée de la Médiathèque de Querrien

- Chapelle Sainte-Anne au lieu-dit Bellefontaine
- Calvaires du Moustoir et de Land Groez Ru.

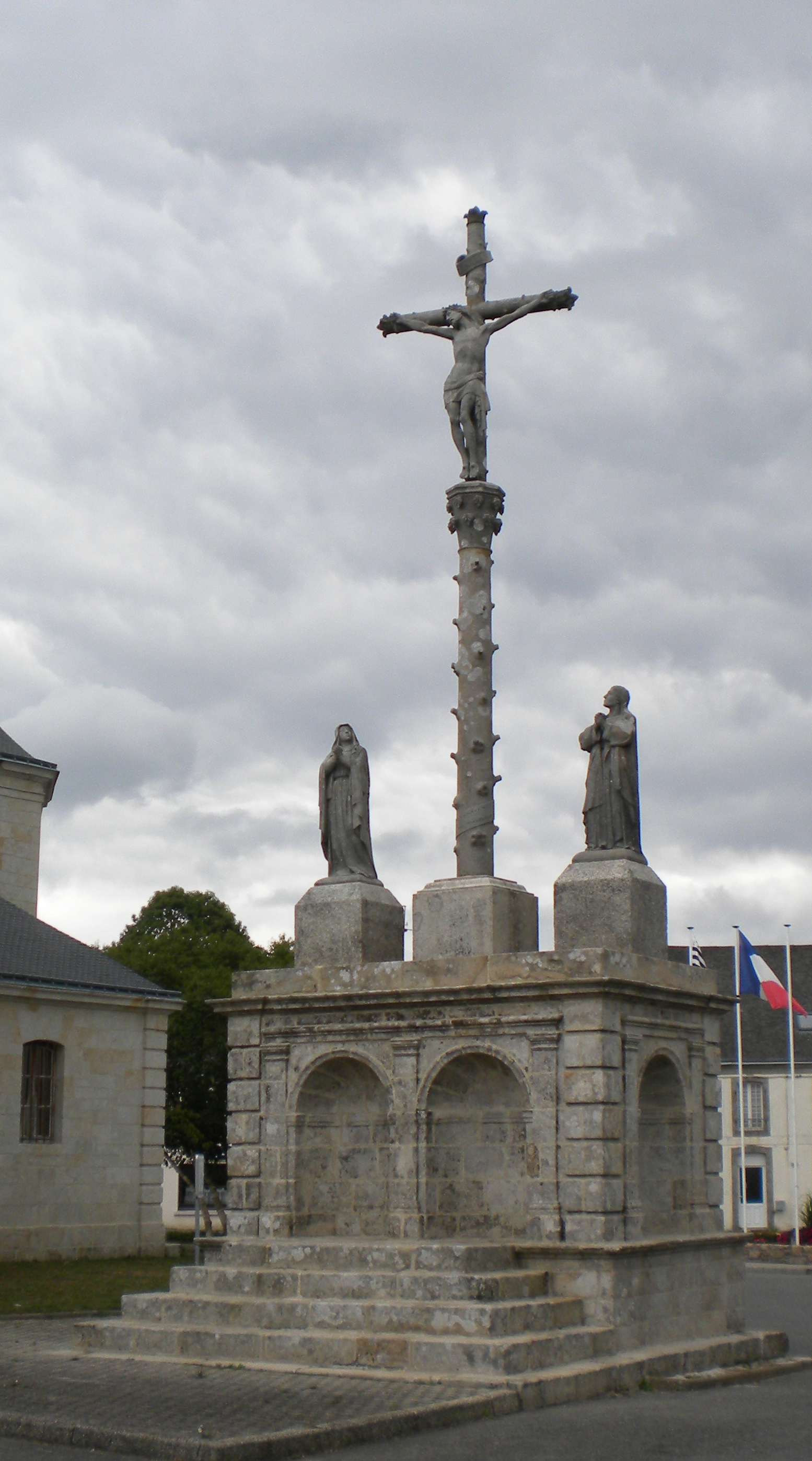
Le calvaire de Querrien.

- D'anciennes chapelles ont disparu : la chapelle Saint-Lar (ou Saint-Mélar), qui se trouvait dans le village de Pen Prat ; la chapelle Saint-Joseph de Kerguyomarc'h (reconstruite dans le bourg, et devenue une médiathèque); la chapelle Neuve de Quellébers[27].
- Manoir de Kervagat et stèle gauloise.

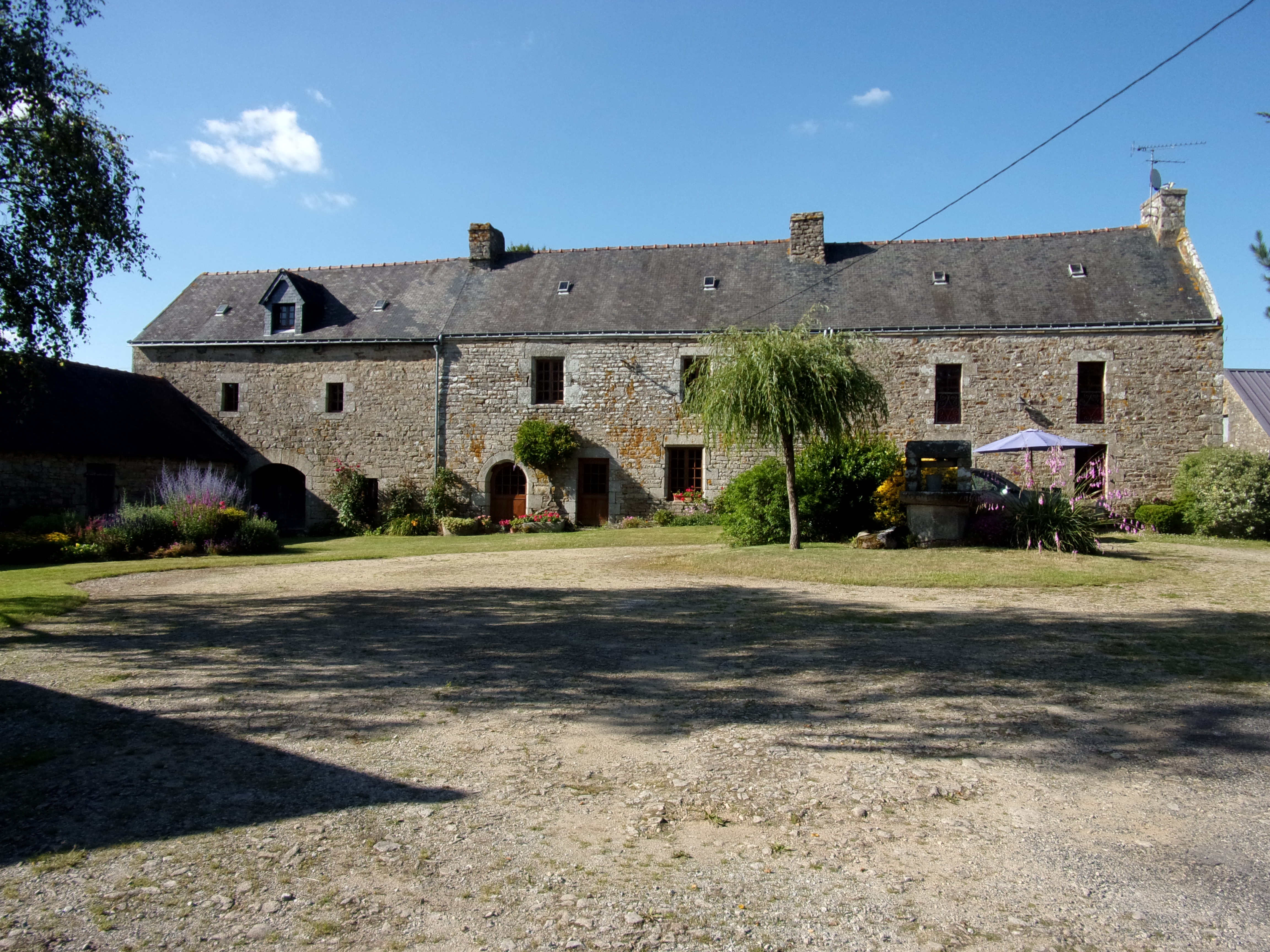
Le manoir de Kergavat : vue extérieure d'ensemble.
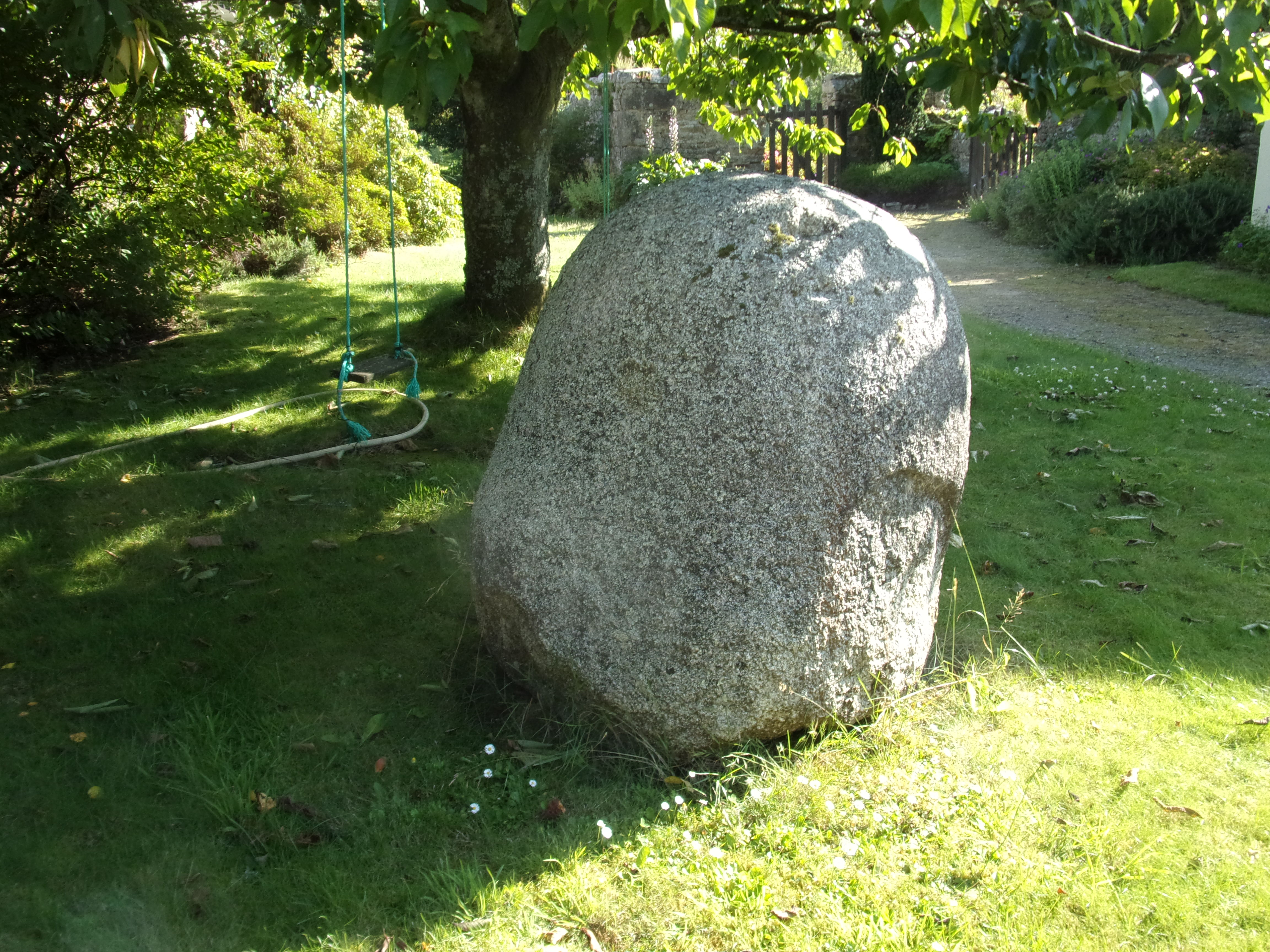
La stèle gauloise de Kervagat.

- Dolmen de Kernobis (néolithique): Un petit dolmen est visible dans le village de Kernobis.

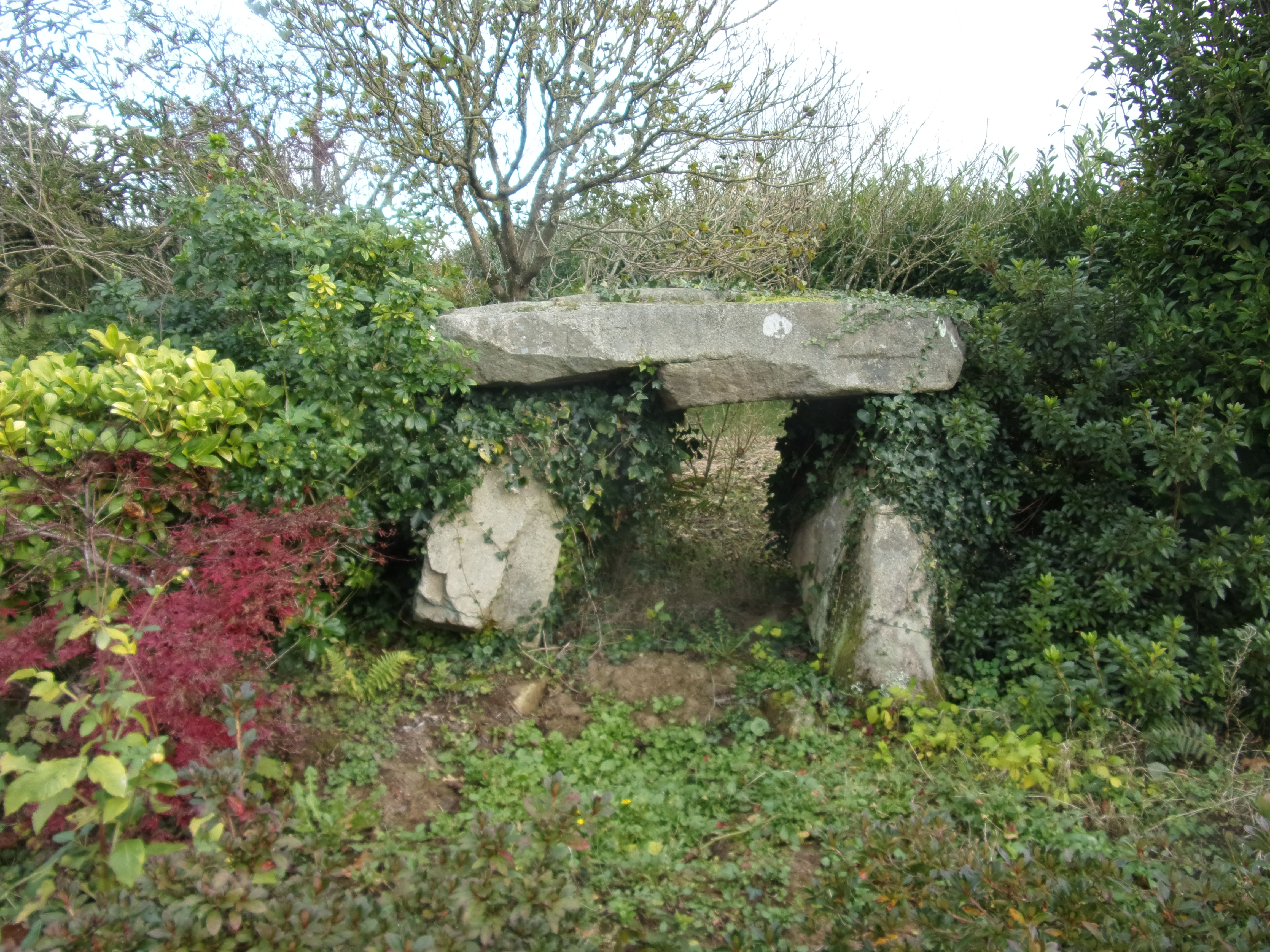
Le dolmen de Kernobis.

### Langue bretonne

#### Ya d'ar brezhoneg
La charte Ya d'ar brezhoneg a été votée par le conseil municipal le 7 mars 2007 et a obtenu le label de niveau 2 de la charte en 2013. Celui ci a été inauguré le 3 février 2017.

#### Enseignement

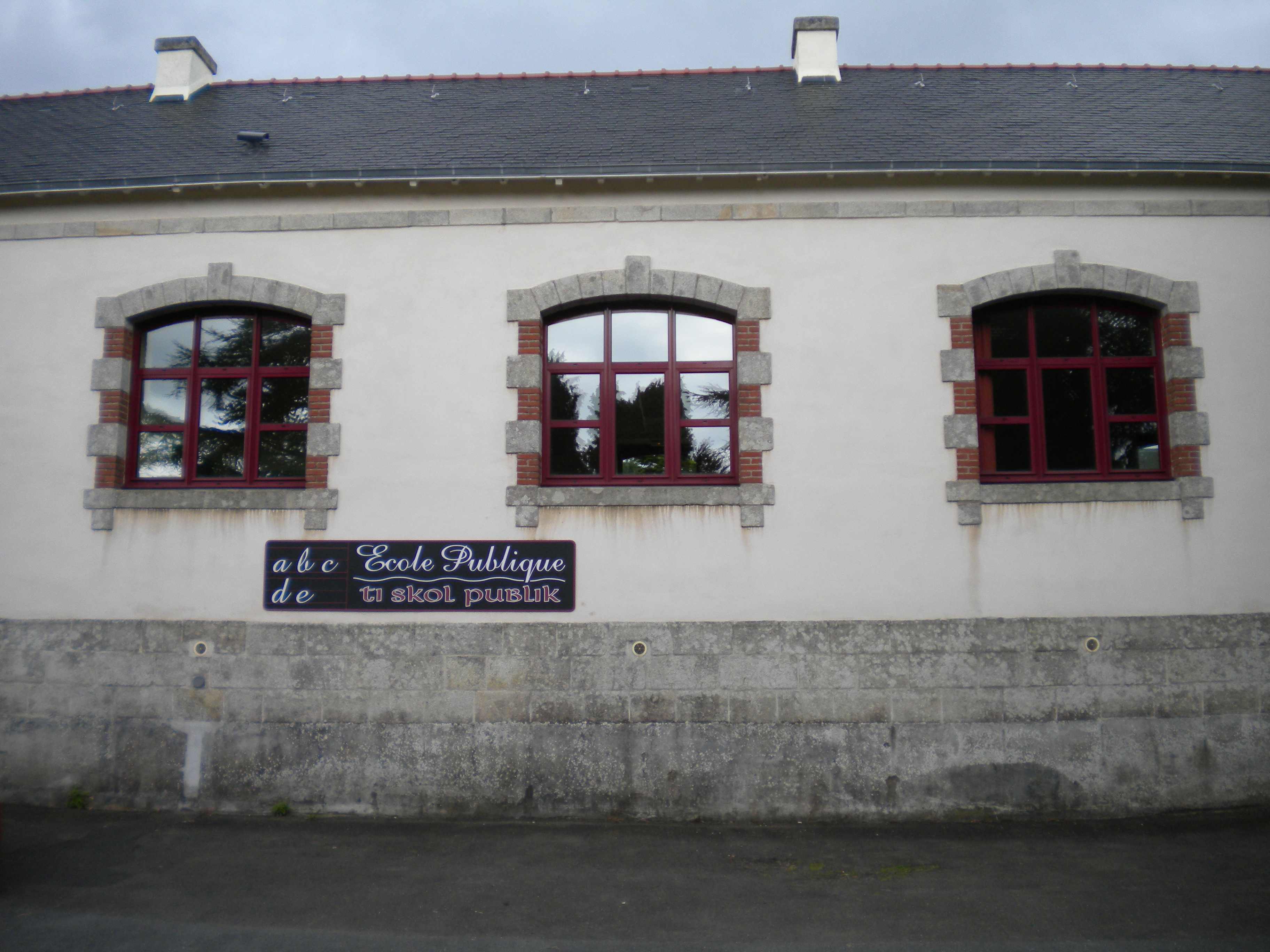
L'école publique de Querrien.

À la rentrée 2017, 27 élèves étaient scolarisés dans la filière bilingue publique (soit 24,1 % des enfants de la commune inscrits dans le primaire).